# Norinco
China North Industries Group Corporation Limited, сокращённо Norinco Group (кит. трад. 中國北方工業公司, упр. 中国北方工业公司, пиньинь Zhōng guó běi fāng gōng yè gōng sī, палл. Чжунго бэйфан гунъе гунсы, буквально «Китайская северная промышленная корпорация») — китайский государственный многопрофильный холдинг, производящий автомобили, автобусы, промышленное оборудование, оптическую электронику, химические продукты, взрывчатые вещества, вооружение и обмундирование. Кроме того, компания занимается проектами в строительной сфере на территории КНР и за её пределами, добычей полезных ископаемых, логистикой, торговлей и финансовыми операциями.
Входит в число пятидесяти крупнейших компаний Китая и в число двухсот крупнейших строительных компаний мира. Является одним из крупнейших экспортёров китайской военной продукции, в том числе лицензионных копий советской техники и вооружений. 

## История
Компания Norinco была основана в 1980 году после одобрения Госсовета КНР. Находилась в непосредственном ведении Комитета по науке, технике и промышленности при Министерстве обороны КНР. В 1997 году была основана дочерняя North Industries Group Finance.  
В 2009 году были основаны дочерние компании North Navigation Technology Group и China North Talent Ability Development and Research Institution, в 2010 году — дочерние компании North Electro-Optics Group, North Special Energy Group, Northwest Industries Group и Norendar International, в 2011 году — дочерние компании Harbin First Machinery Group и Northeast Industries Group. В 2012 году дочерняя компания Hebei Lingyun Industrial Group приобрела немецкого производителя автомобильных замков Kiekert (Хайлигенхаус).
В 2015 году прибыль Norinco достигла 11,95 млрд юаней, увеличившись на 10 % по сравнению с предыдущим годом. По состоянию на 2015 год крупнейшими подразделениями Norinco Group являлись Inner Mongolia First Machinery Group (20,1 тыс. сотрудников), Jinxi Industries Group (15 тыс.), Yuxi Industrial Group (15 тыс.), North Electro-Optics Group (13 тыс.), Inner Mongolia North Heavy Industries Group (12,3 тыс.), Liaoning Huajin Chemicals Group (12 тыс.), Northeast Industries Group (11 тыс.), Liaoshen Industrial Group (11 тыс.), North Huaan Industry Group (8 тыс.), Huaihai Industry Group (7,1 тыс.), Jianglu Machinery & Electronics Group (7 тыс.), Harbin First Machinery Group (5,3 тыс.), Jiangnan Industries Group (5 тыс.), Beijing North Vehicle Group (4 тыс.), Chongqing Tiema Industries Group (4 тыс.), North Night Vision Technology (3,2 тыс.), Shandong Special Industry Group (3 тыс.), North Laser Technique (2,5 тыс.) и North Information Control Group (2,2 тыс.).

## Продукция

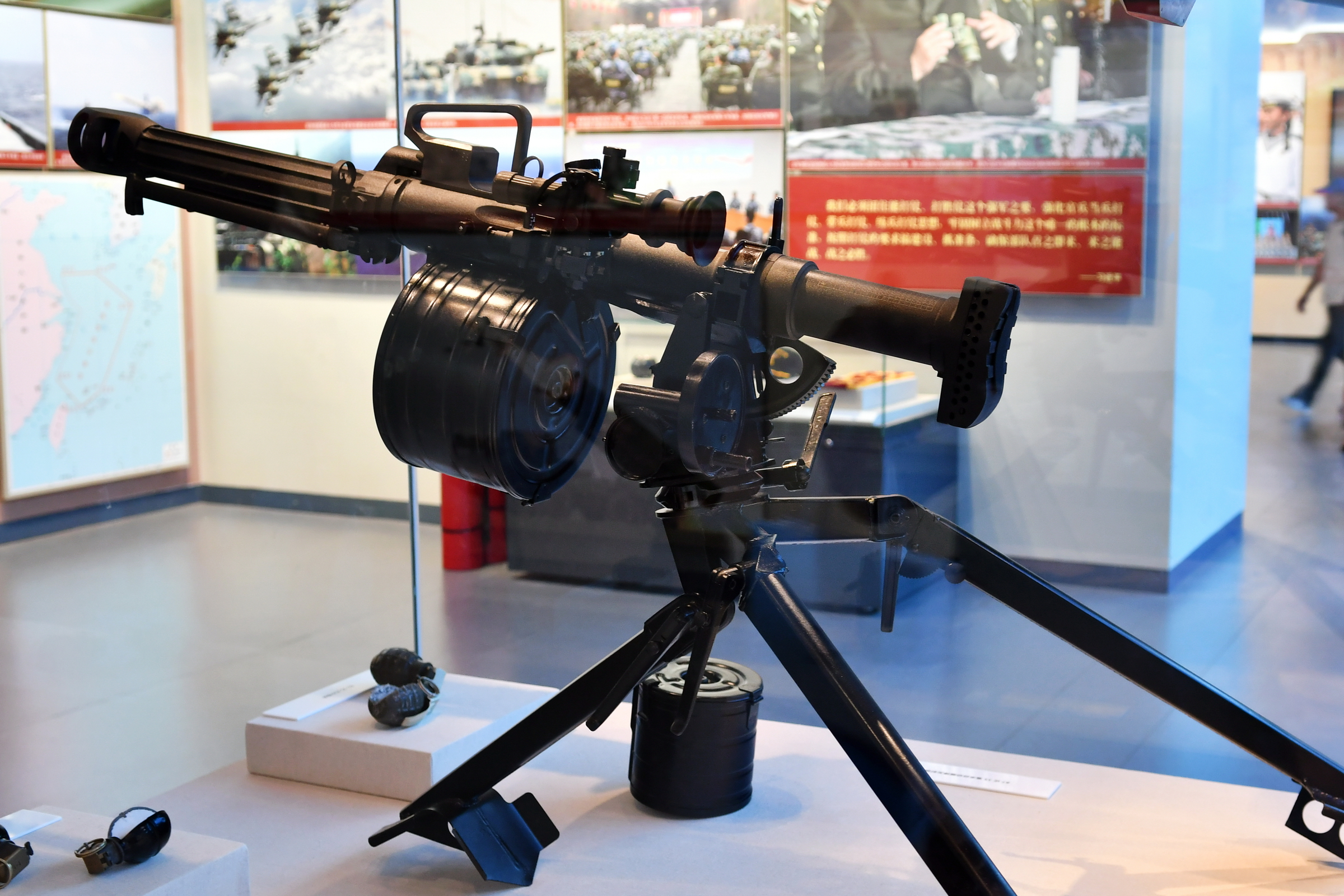
Гранатомёт QLZ-87

- Ракетное вооружение (реактивные системы залпового огня, ракетные системы ПВО, зенитные ракетно-пушечные комплексы, переносные зенитные ракетные комплексы, противотанковые ракетные комплексы)[11][12][13][14]
- Артиллерийское вооружение (миномёты, гаубицы, самоходные артиллерийские установки, зенитно-артиллерийские комплексы, автоматические пушки, боевые модули, многоствольные авиационные пушки)
- Боевое и спортивное оружие (пистолеты, автоматы, снайперские винтовки, помповые ружья, пулемёты и гранатомёты)
- Бронированные боевые машины (танки, колесные бронемашины с противоминной защитой, боевые машины пехоты, машины-амфибии, инженерные машины, бронированные машины для борьбы с уличными беспорядками, бронированные машины для пограничного патрулирования)[15][16][17][18][19]
- Автомобили (карьерные самосвалы, грузовые и легковые автомобили), автобусы, мотоциклы и автомобильные комплектующие[20]
- Корабельные и танковые башни
- Системы активной защиты танков
- Радиолокационные станции ПВО[21]
- Оптоэлектроника (приборы ночного видения, дисплеи, радары)[22]
- Электроника и средства связи (микросхемы, инфракрасные датчики, навигационное и телекоммуникационное оборудование)[23]
- Снаряжение для проведения полицейских и антитеррористических операций[24]
- Боеприпасы (взрывчатые вещества, патроны, снаряды, авиабомбы, крылатые и противокорабельные ракеты, противотанковые управляемые ракеты, «умные боеголовки»)[25][26]
- Беспилотные летательные аппараты (ударные беспилотные вертолёты)[27][28]
- Боевые наземные роботы (роботы-транспортёры и сапёры)[29]
- Армейские экзоскелеты[30]
- Промышленное оборудование (оборудование для металлургической, химической и строительной отрасли, геологоразведки)[31]
- Железнодорожное оборудование (вагоны и комплектующие)
- Химическая и нефтехимическая продукция (нефтепродукты, нитроцеллюлоза, метилцеллюлоза, толуилендиизоцианат, активированный уголь, удобрения)[32]
- Текстильные товары (обмундирование)

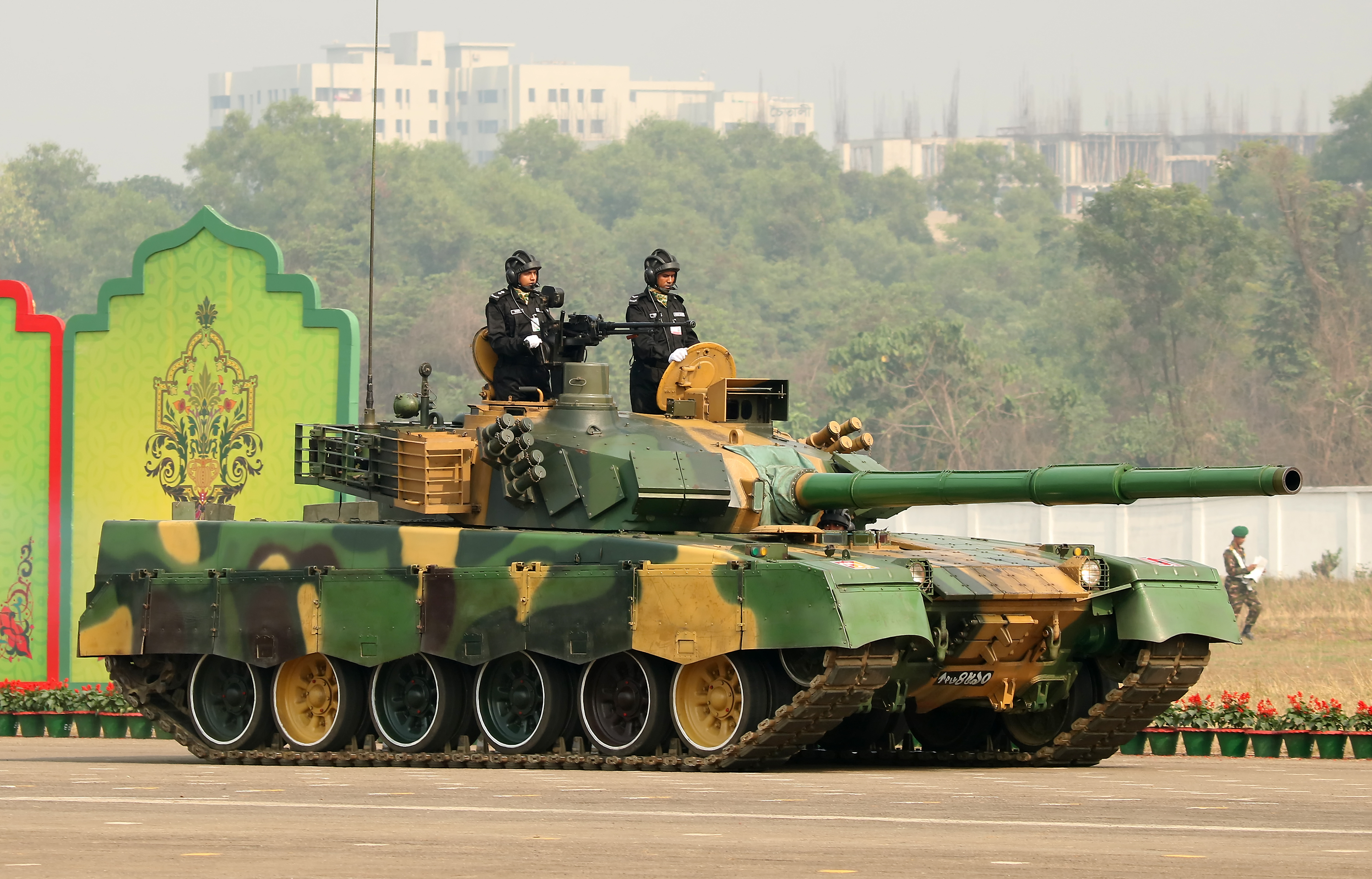
Танк MBT-2000
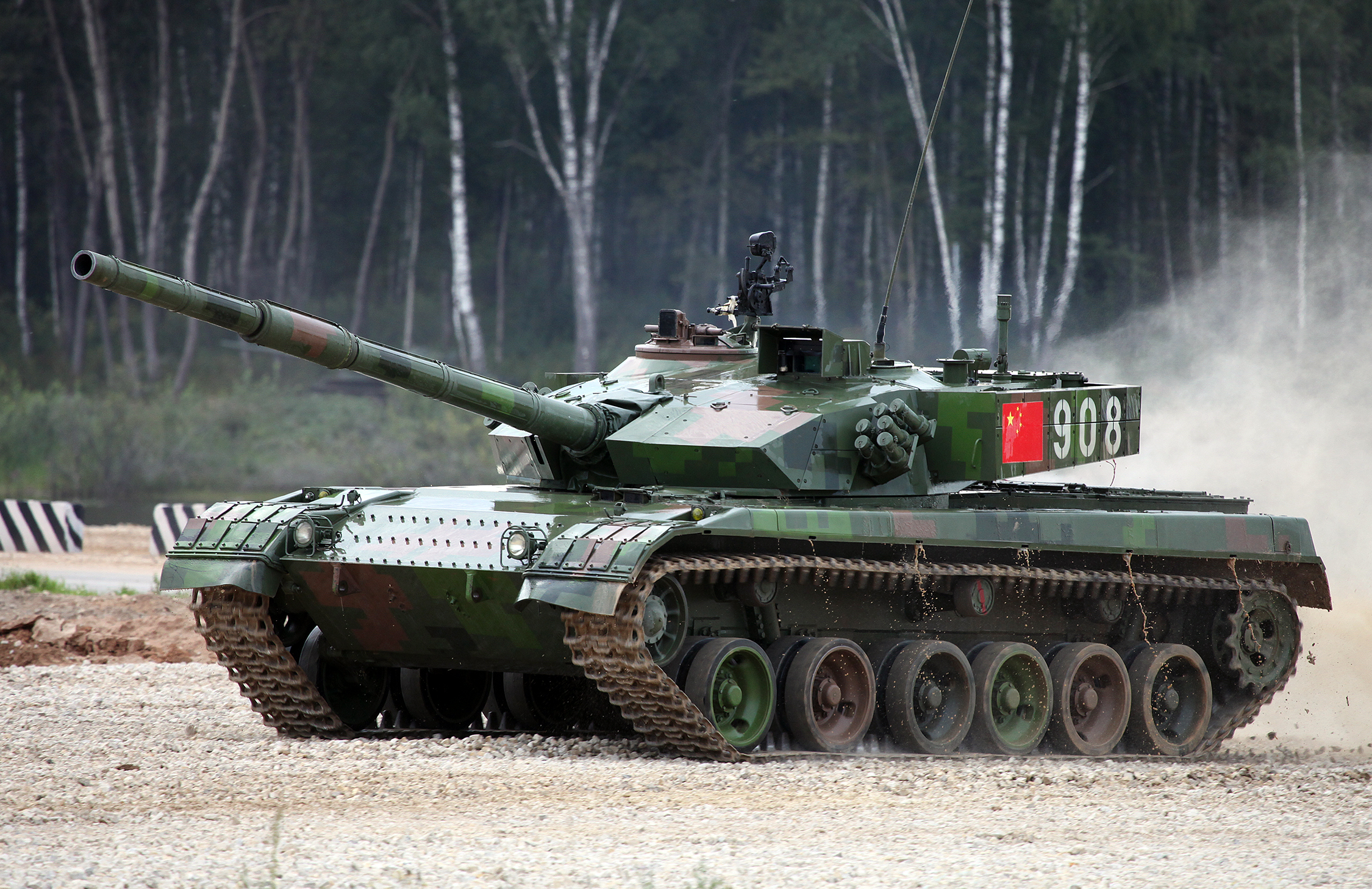
Танк ZTZ-96A
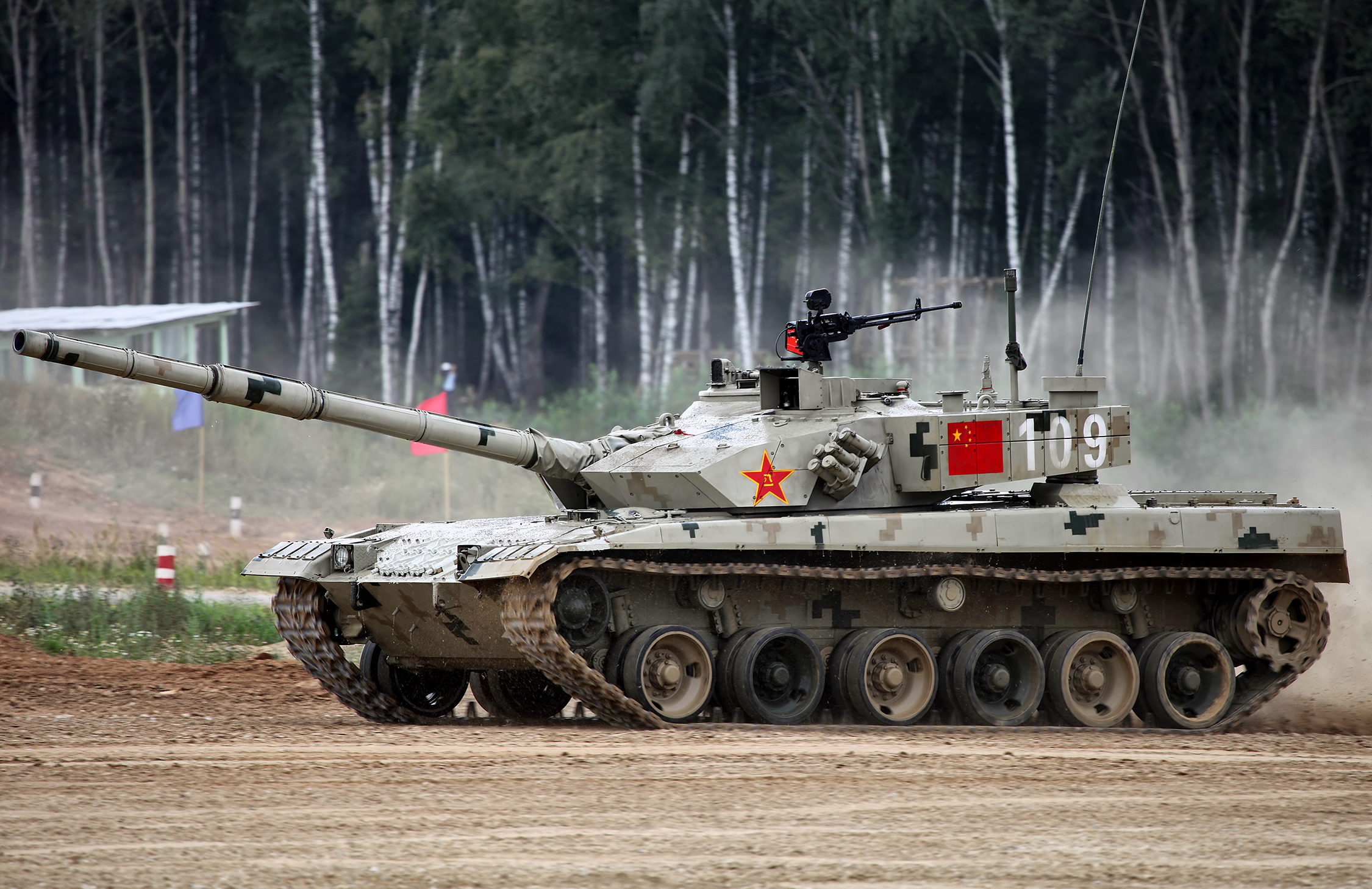
Танк ZTZ-96B
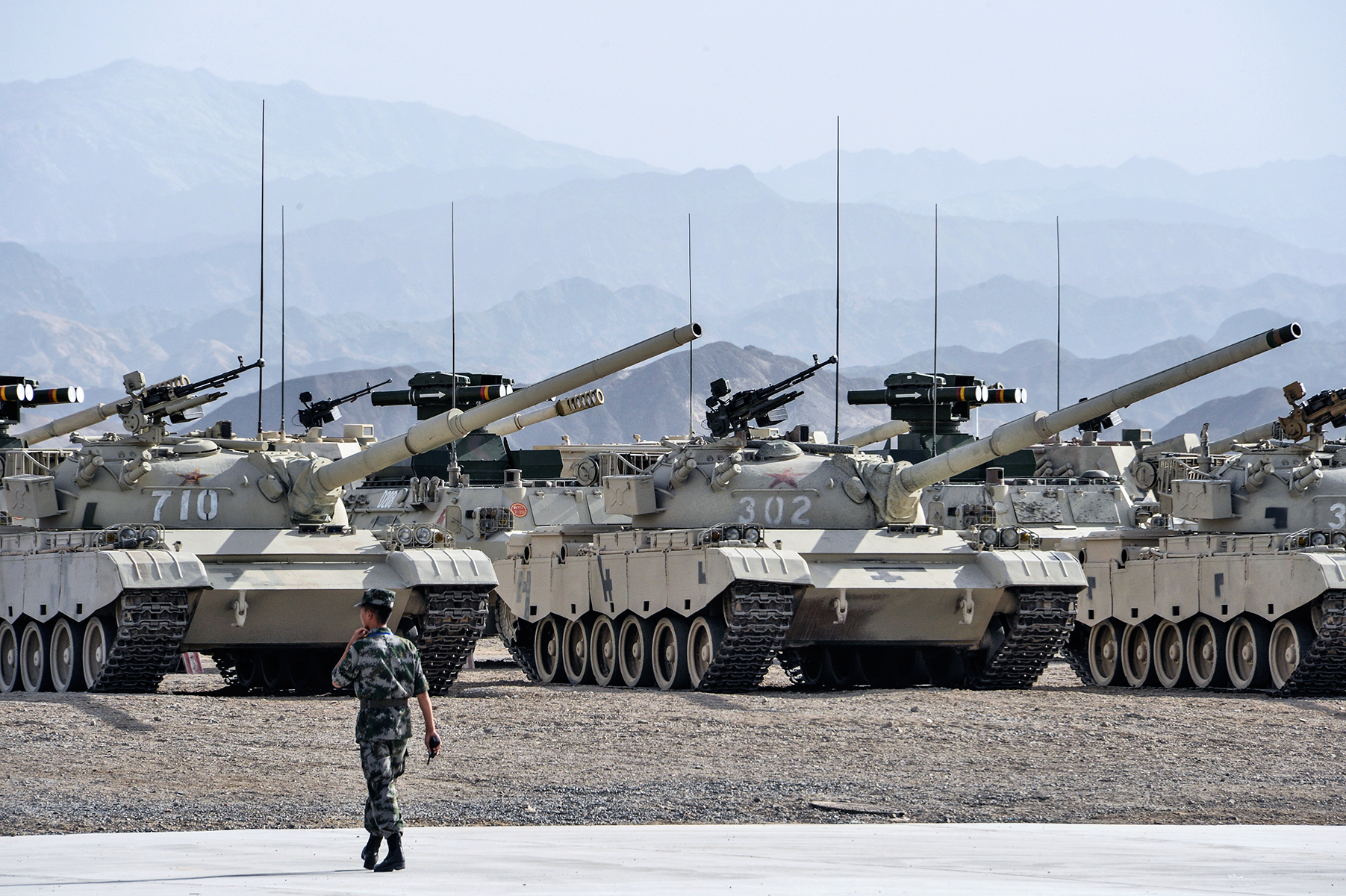
Танки ZTZ-88A
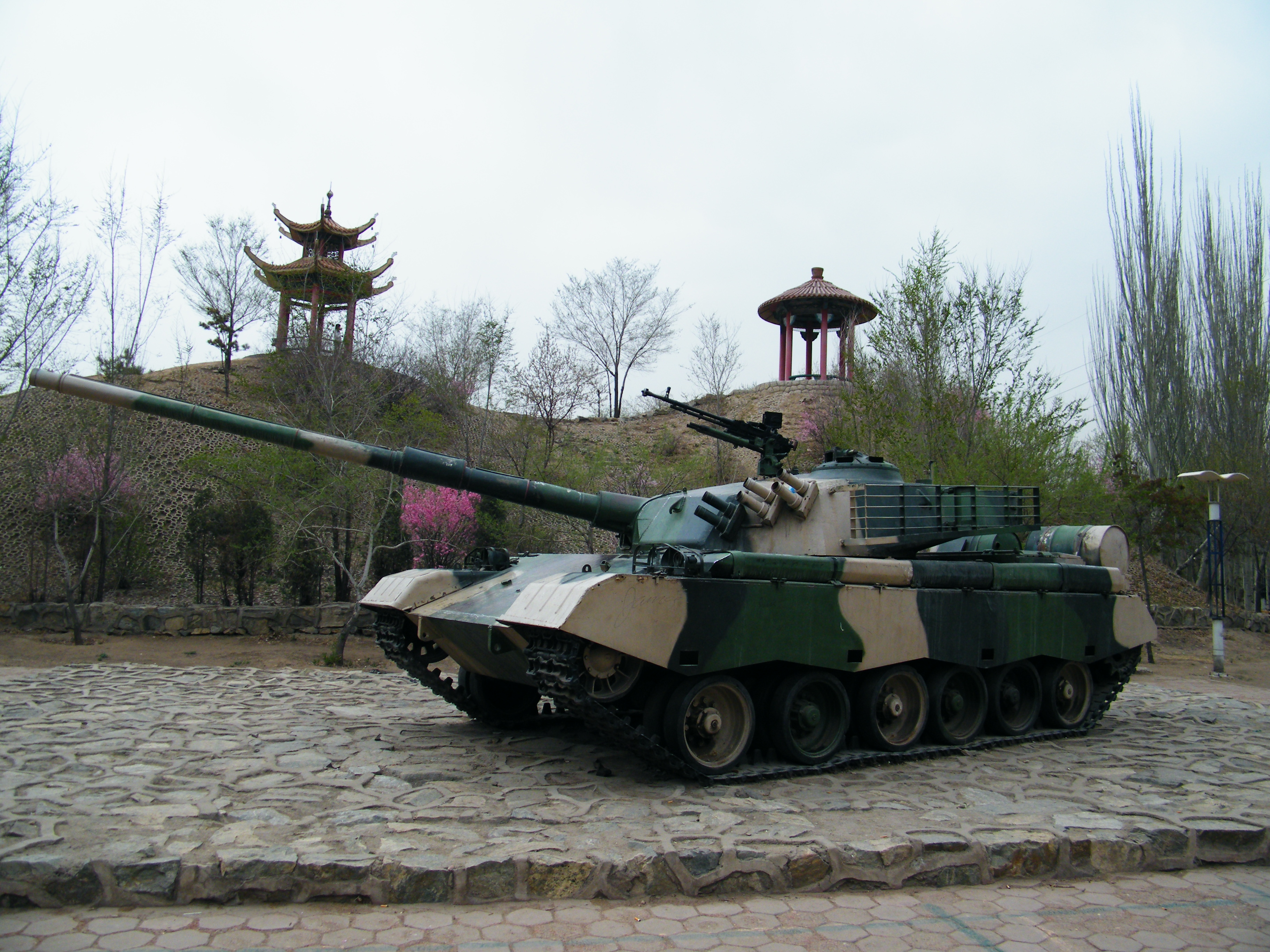
Танк ZTZ-85II
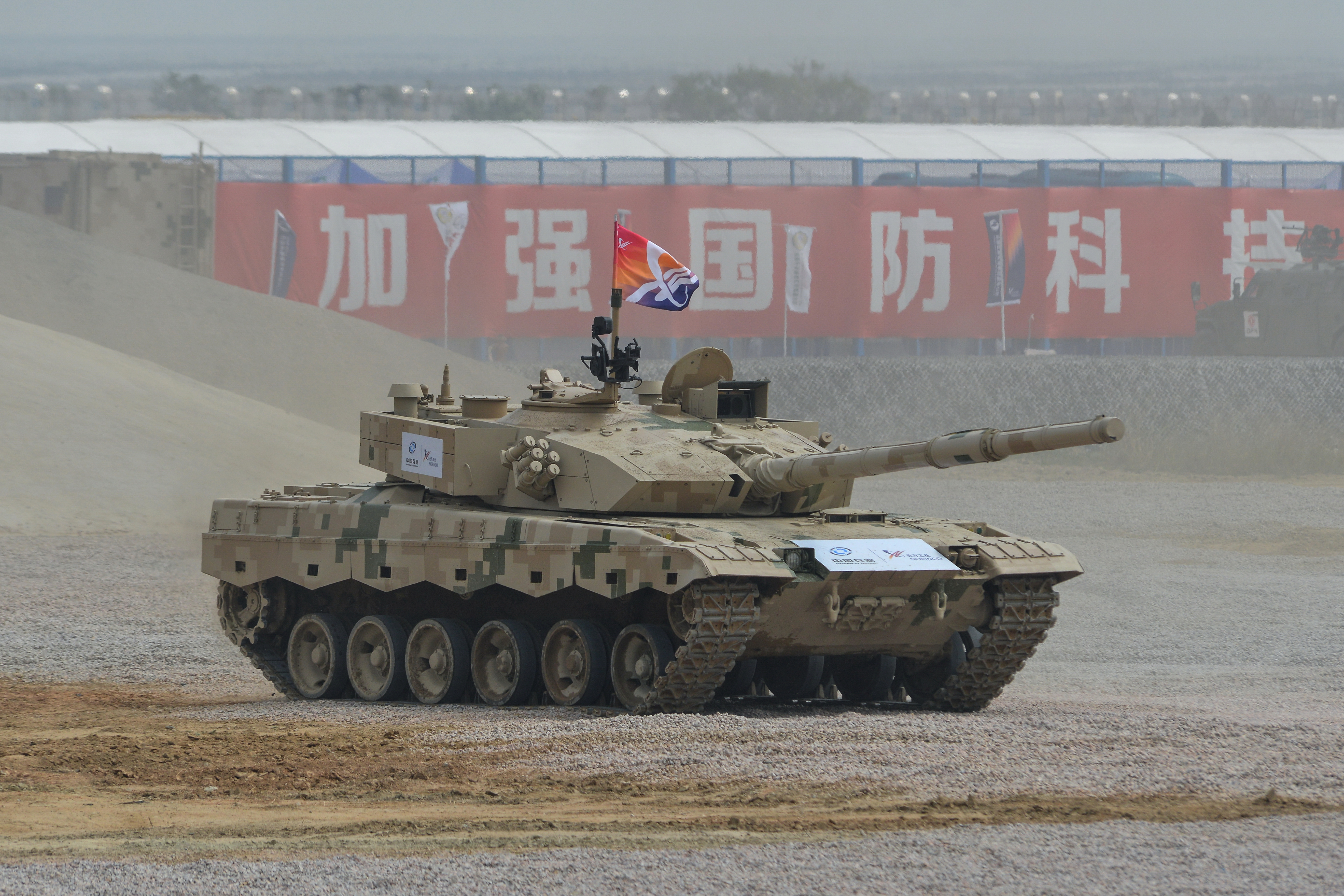
Танк VT-4
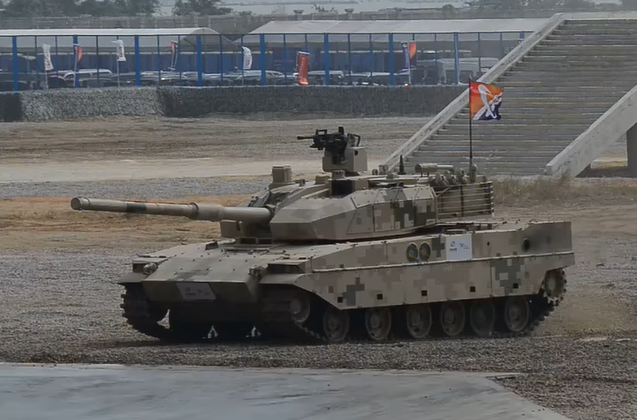
Танк VT-5
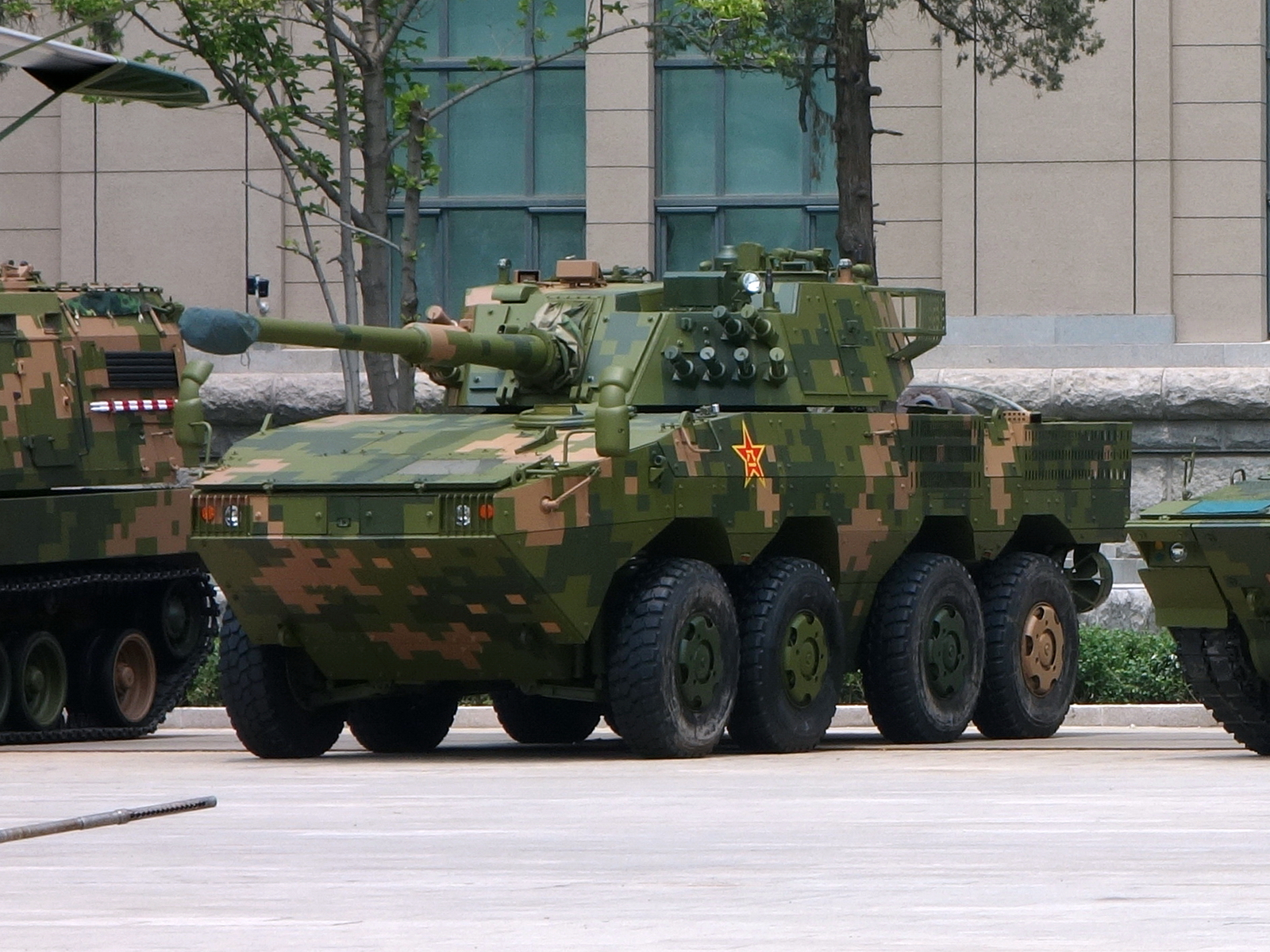
Танк ZTL-11
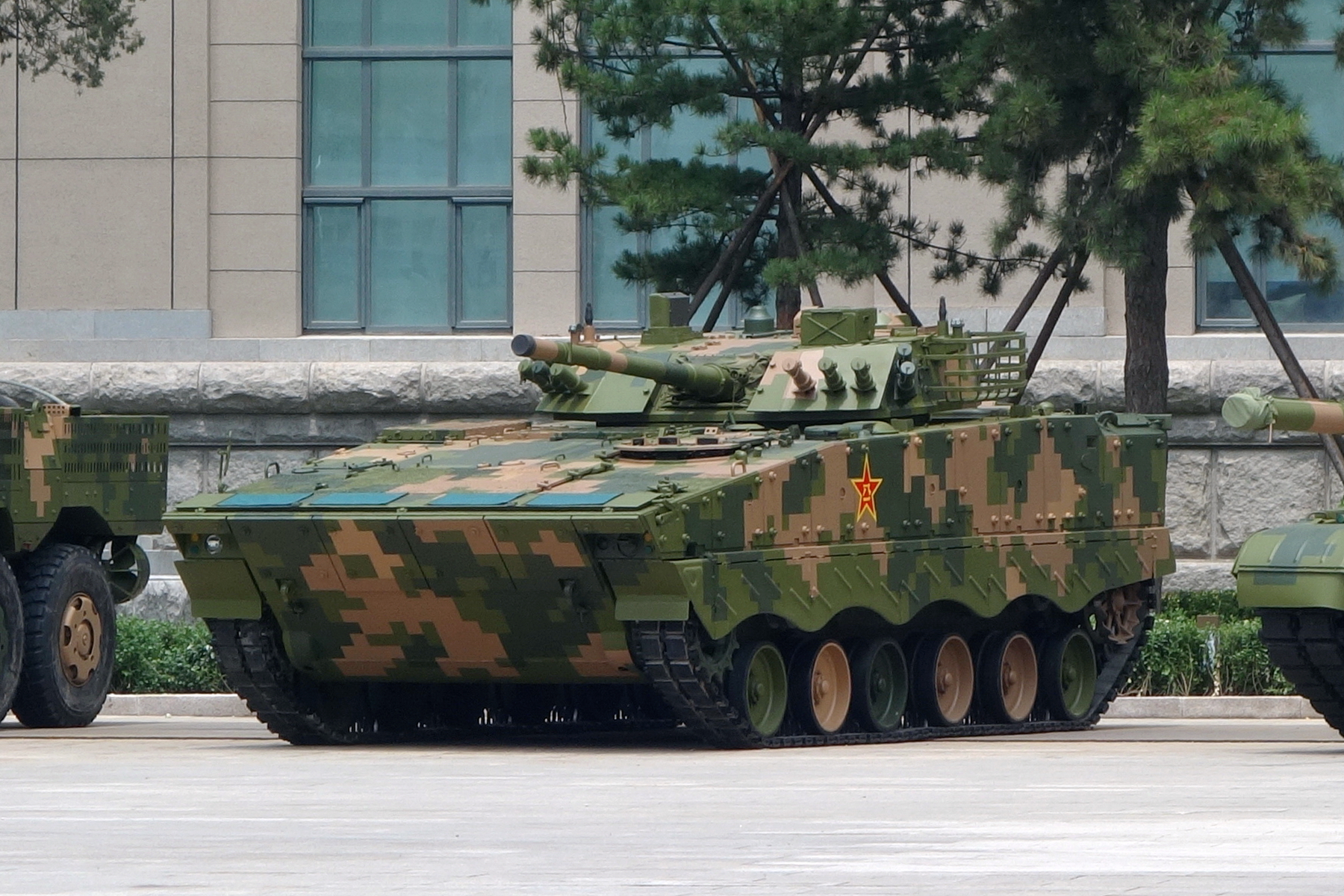
БМП ZBD-04
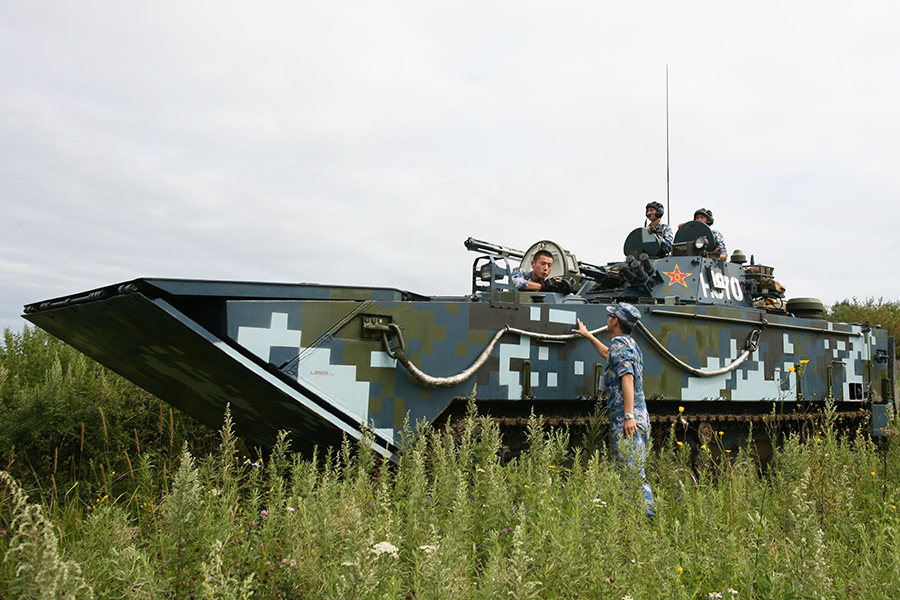
БМП ZBD-2000
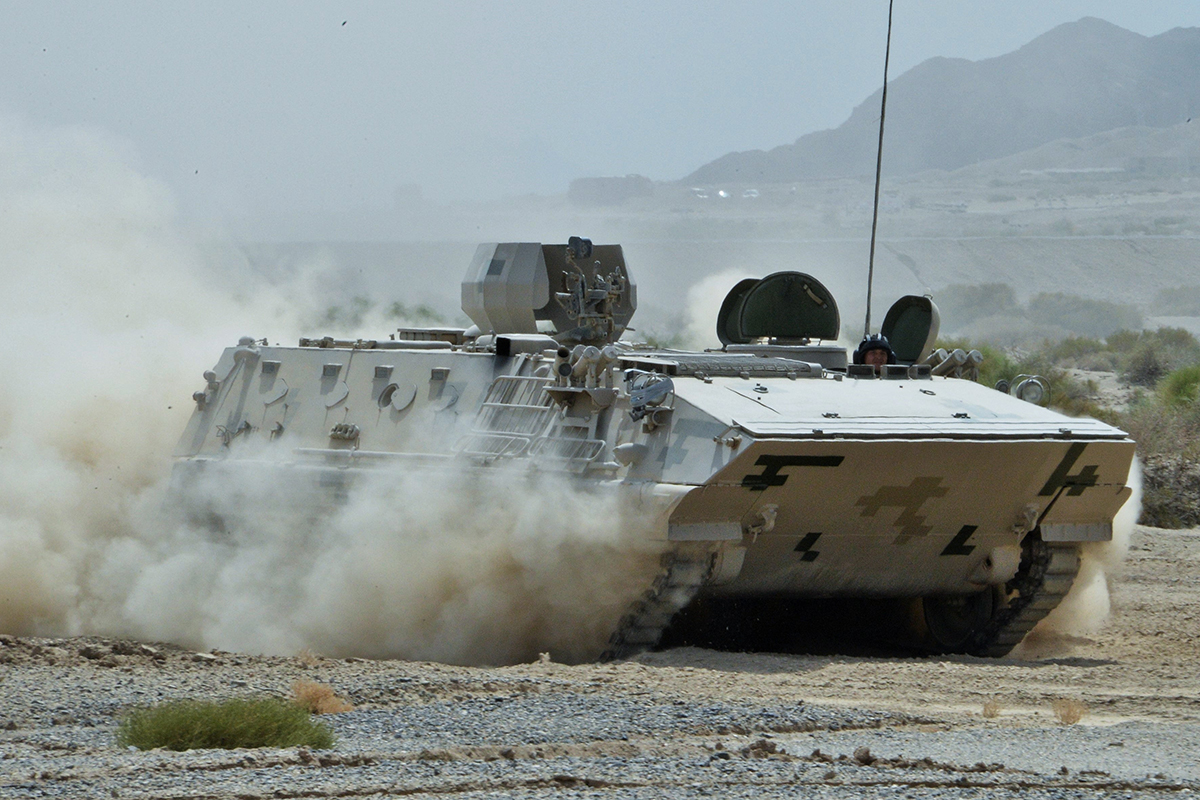
БТР ZSD-89
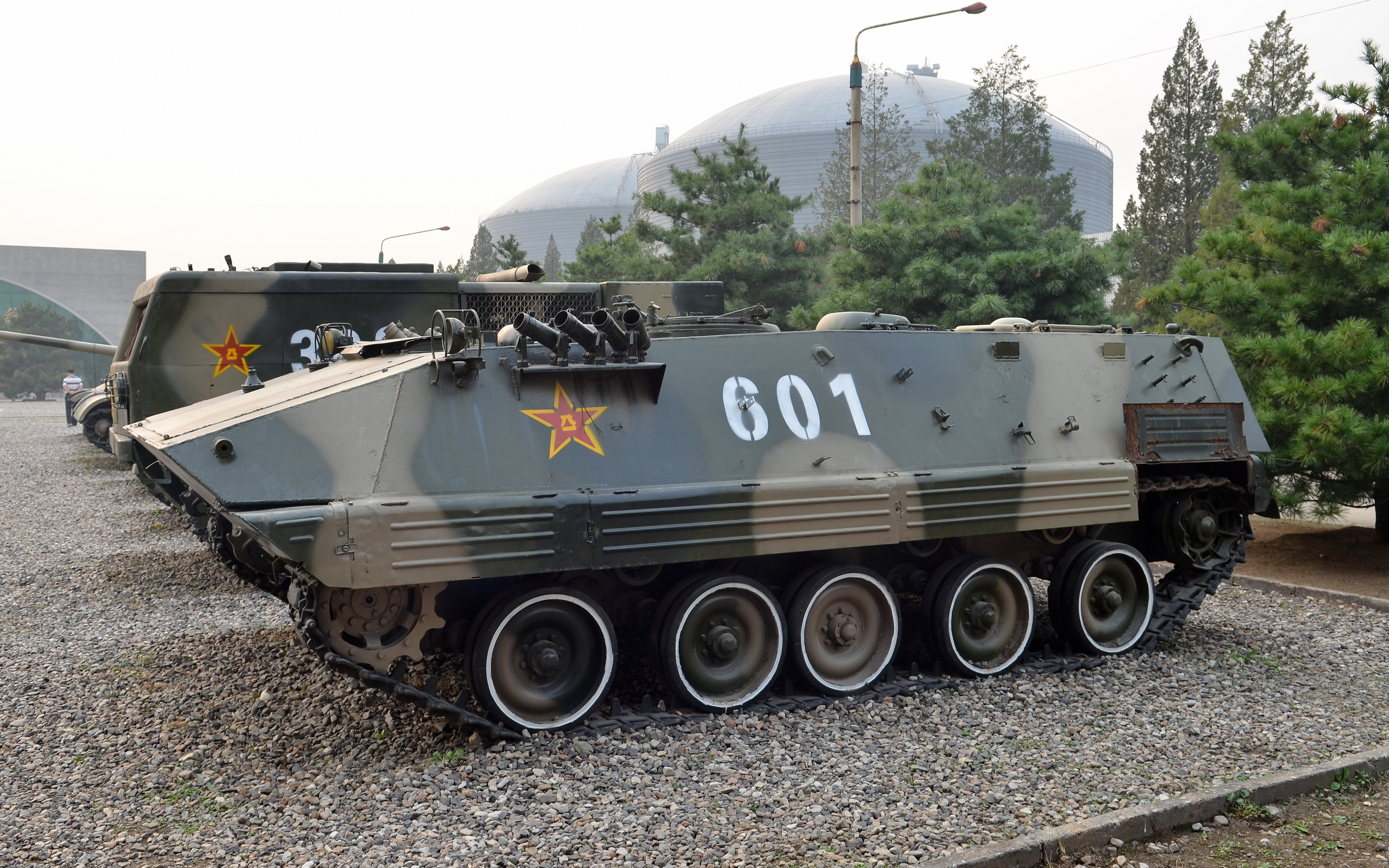
ББМ 85 AFV
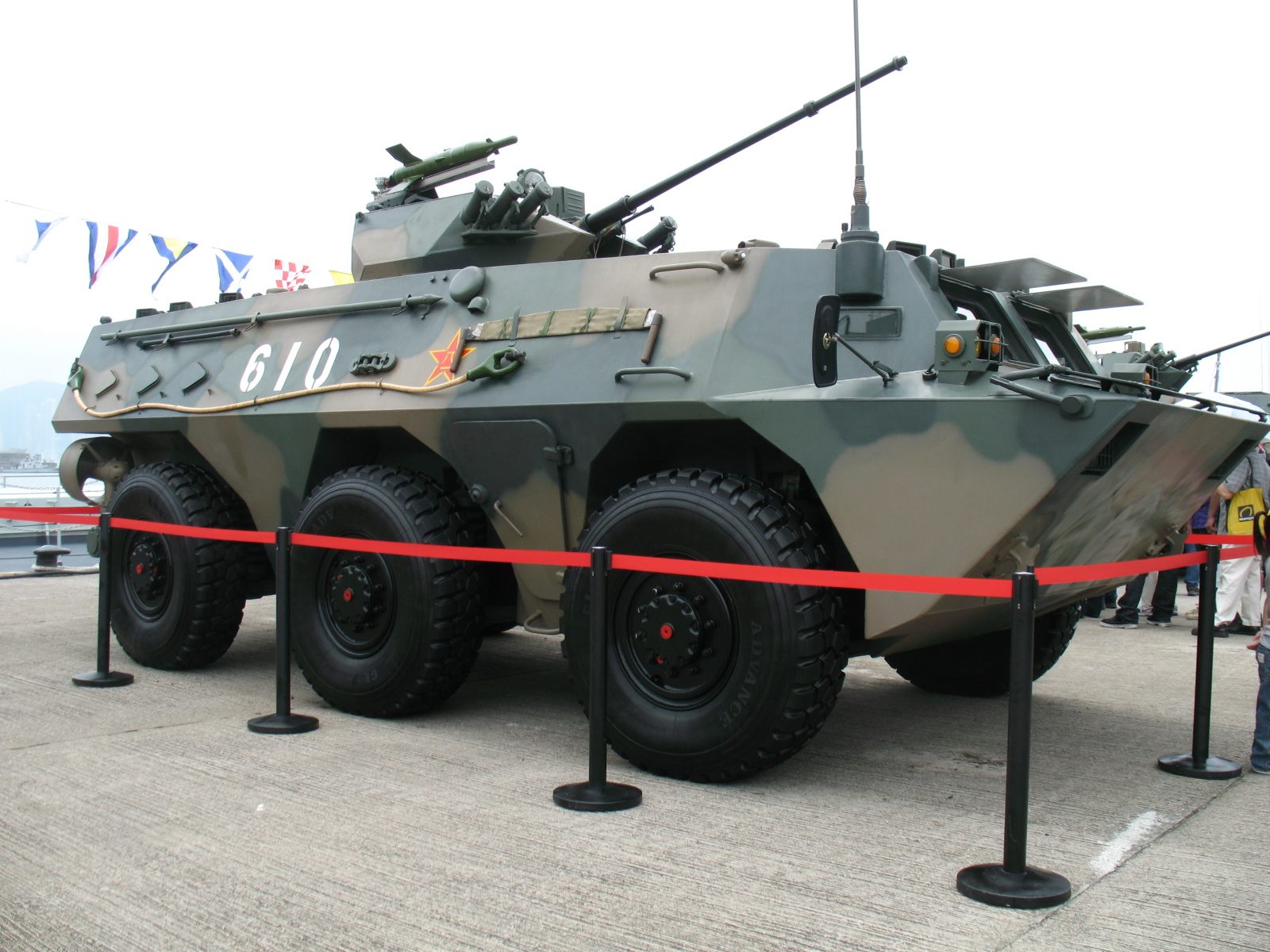
БТР ZSL-92B
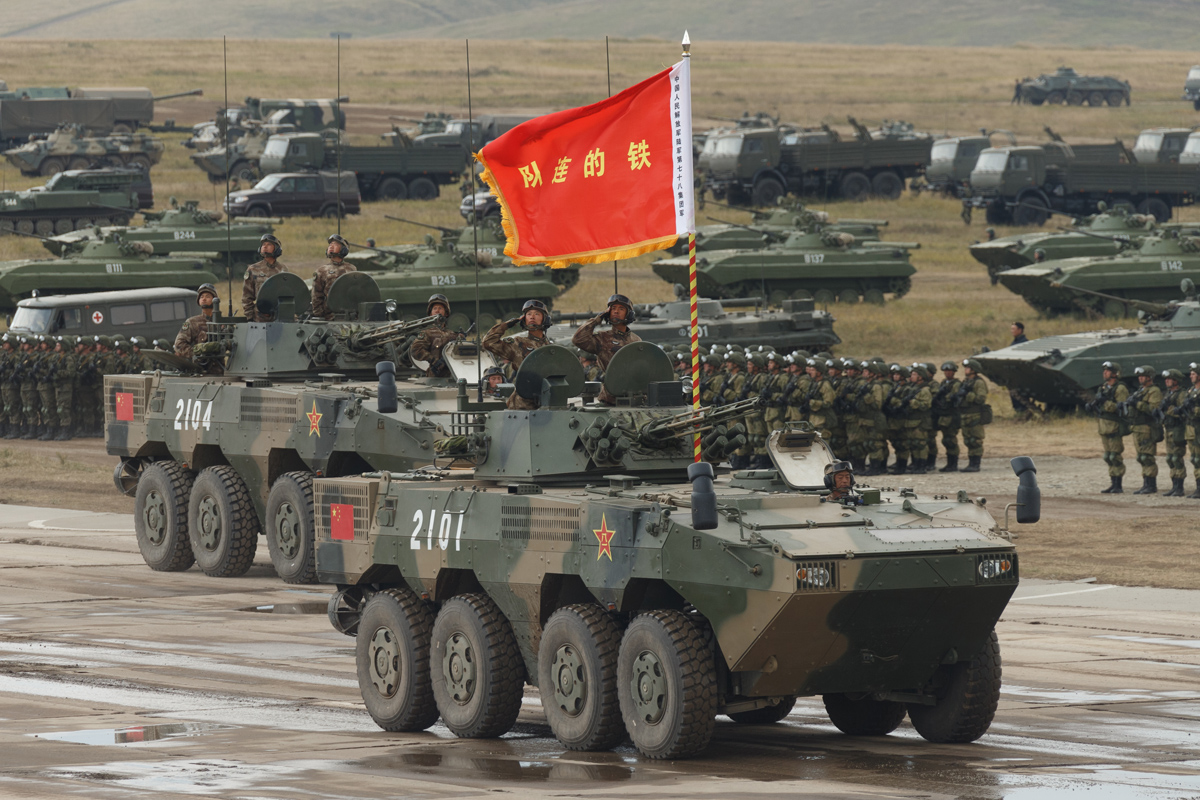
ББМ ZBL-08
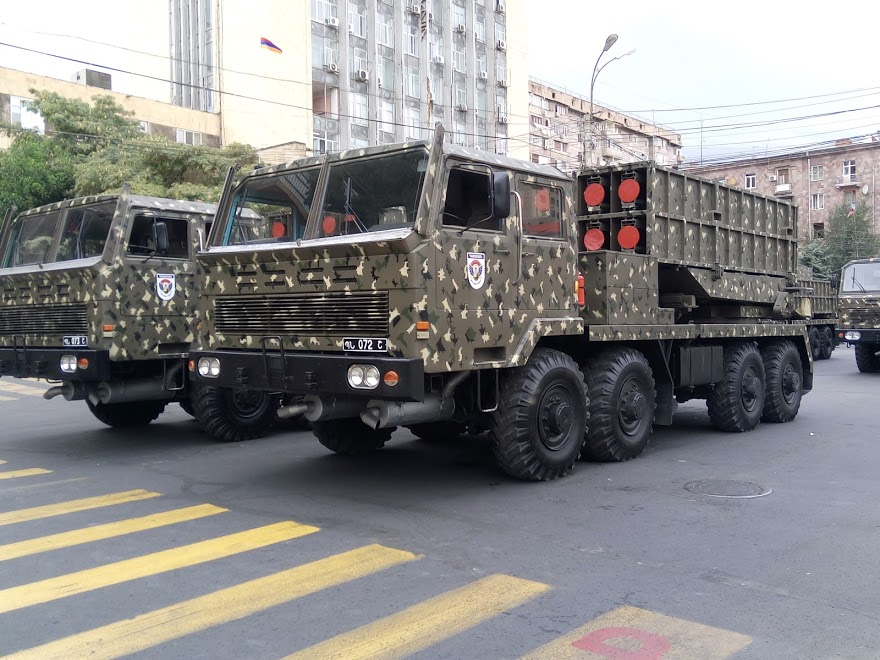
РСЗО WM-80
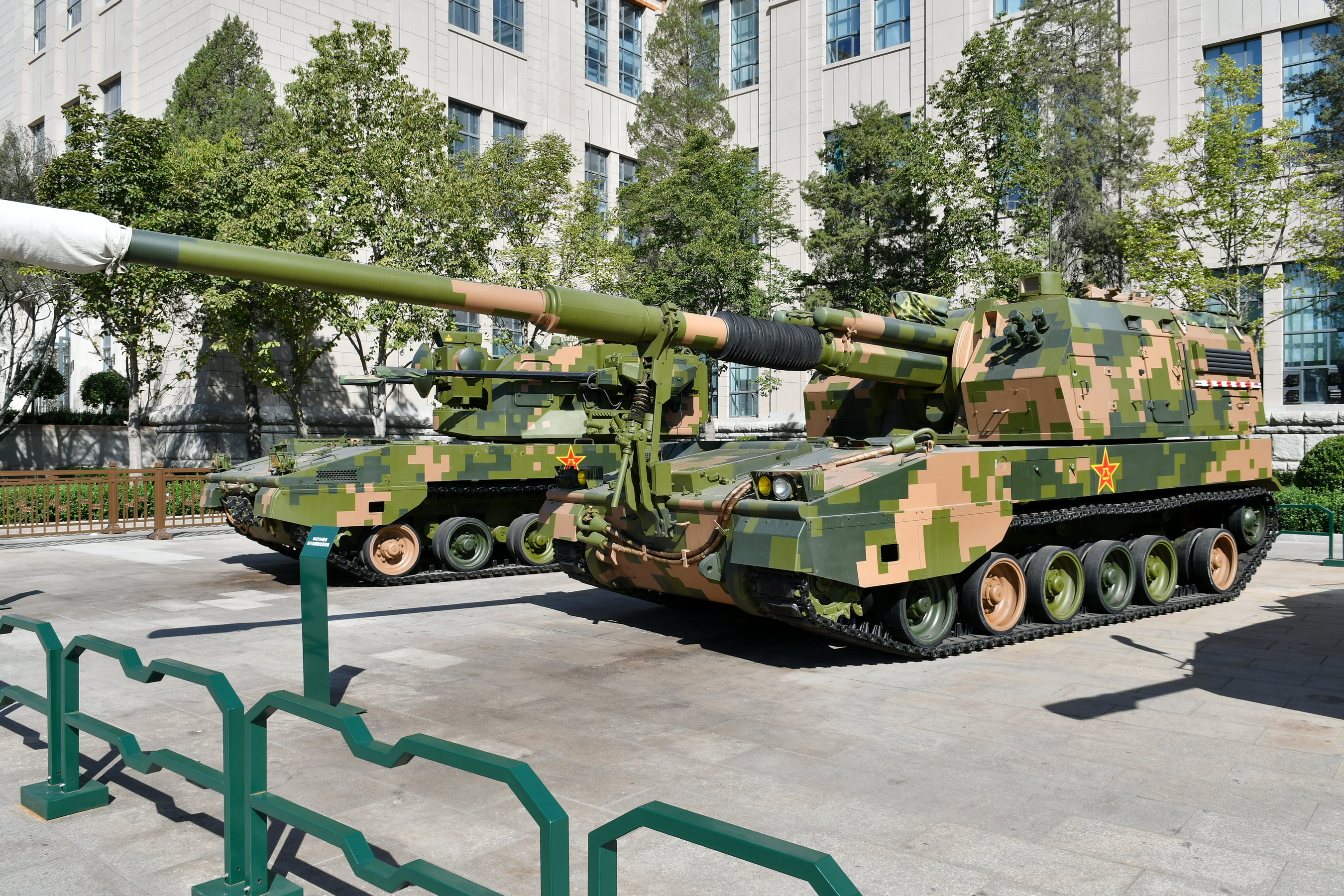
САУ PLZ-05
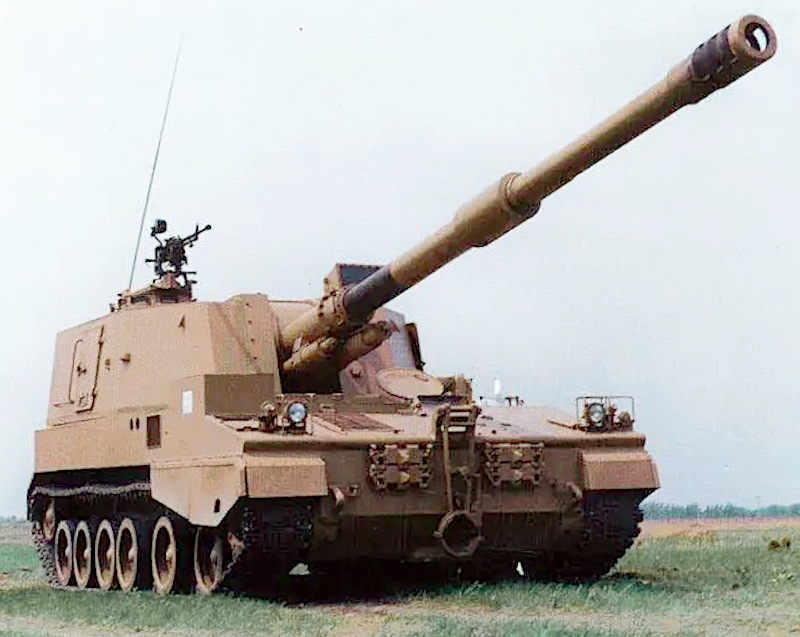
САУ PLZ-45
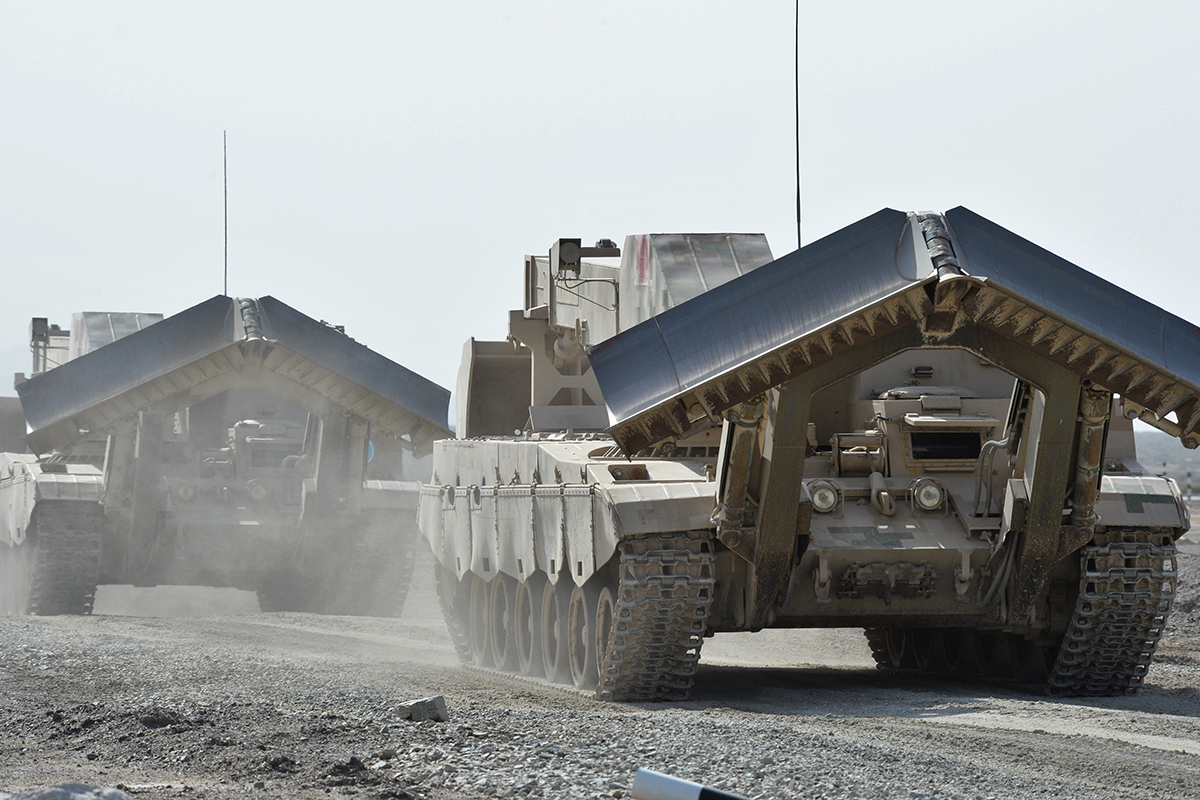
Инженерная машина GCZ-112
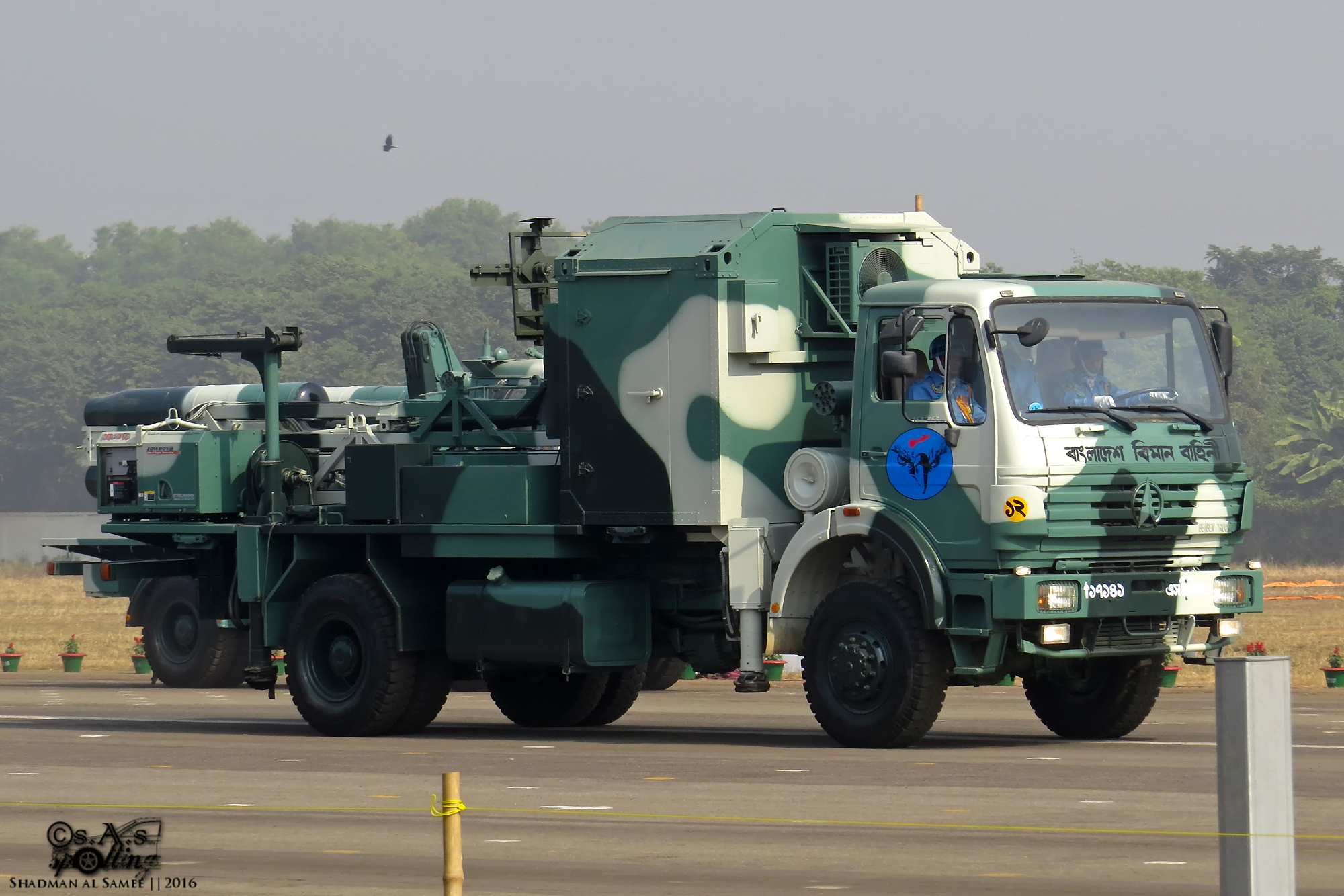
Грузовик Beiben
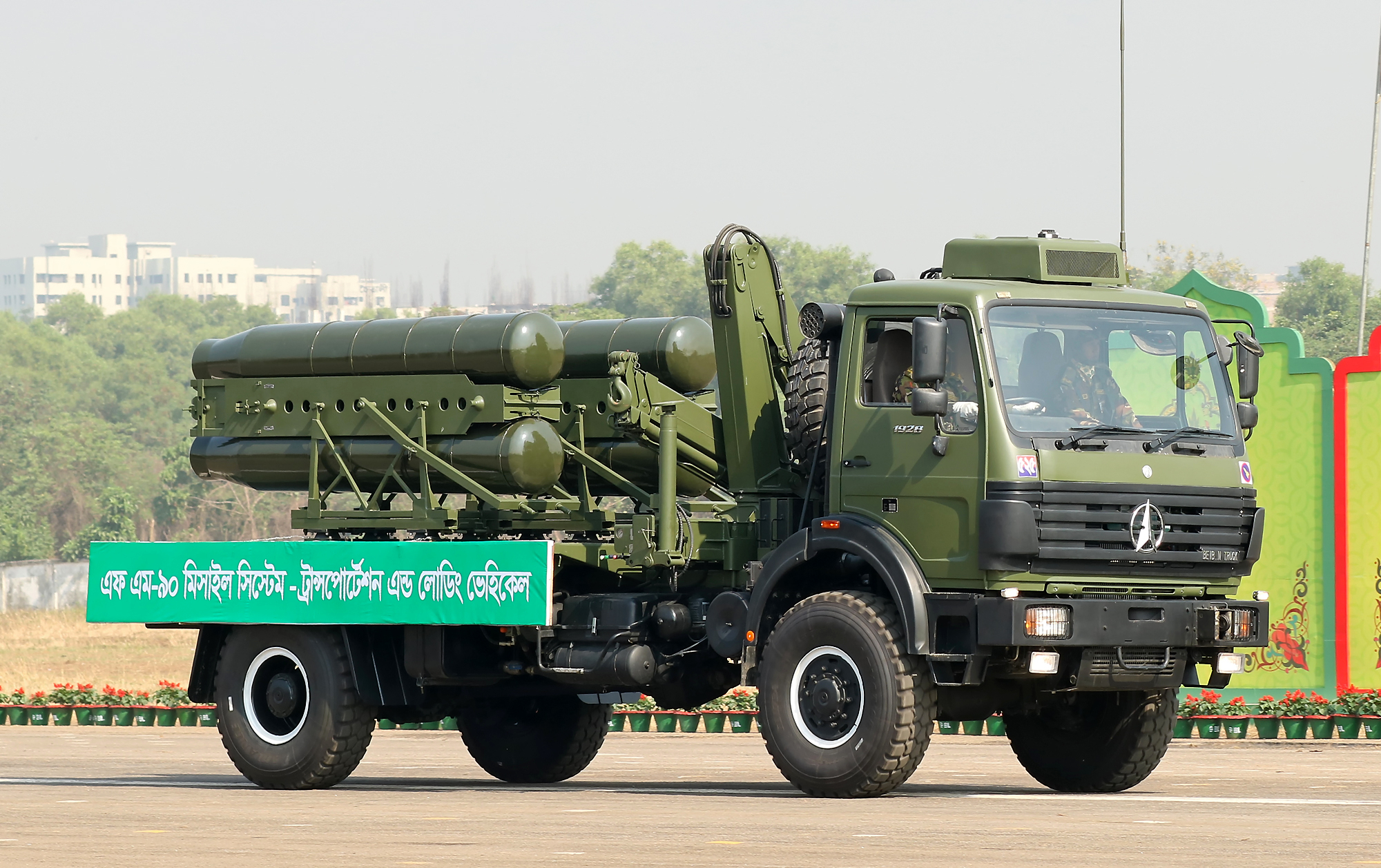
Грузовик Beiben
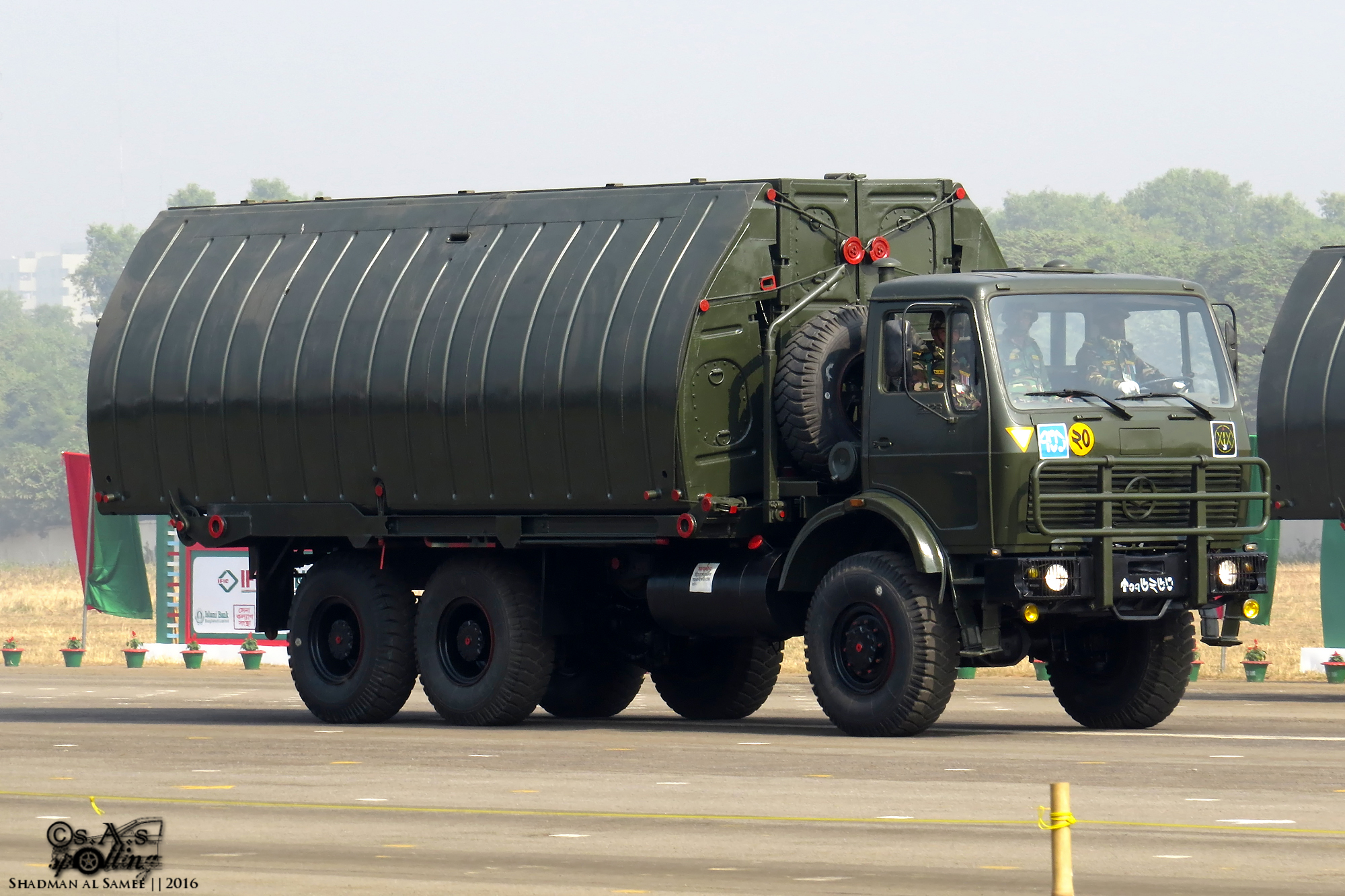
Грузовик Tiema XC-2200
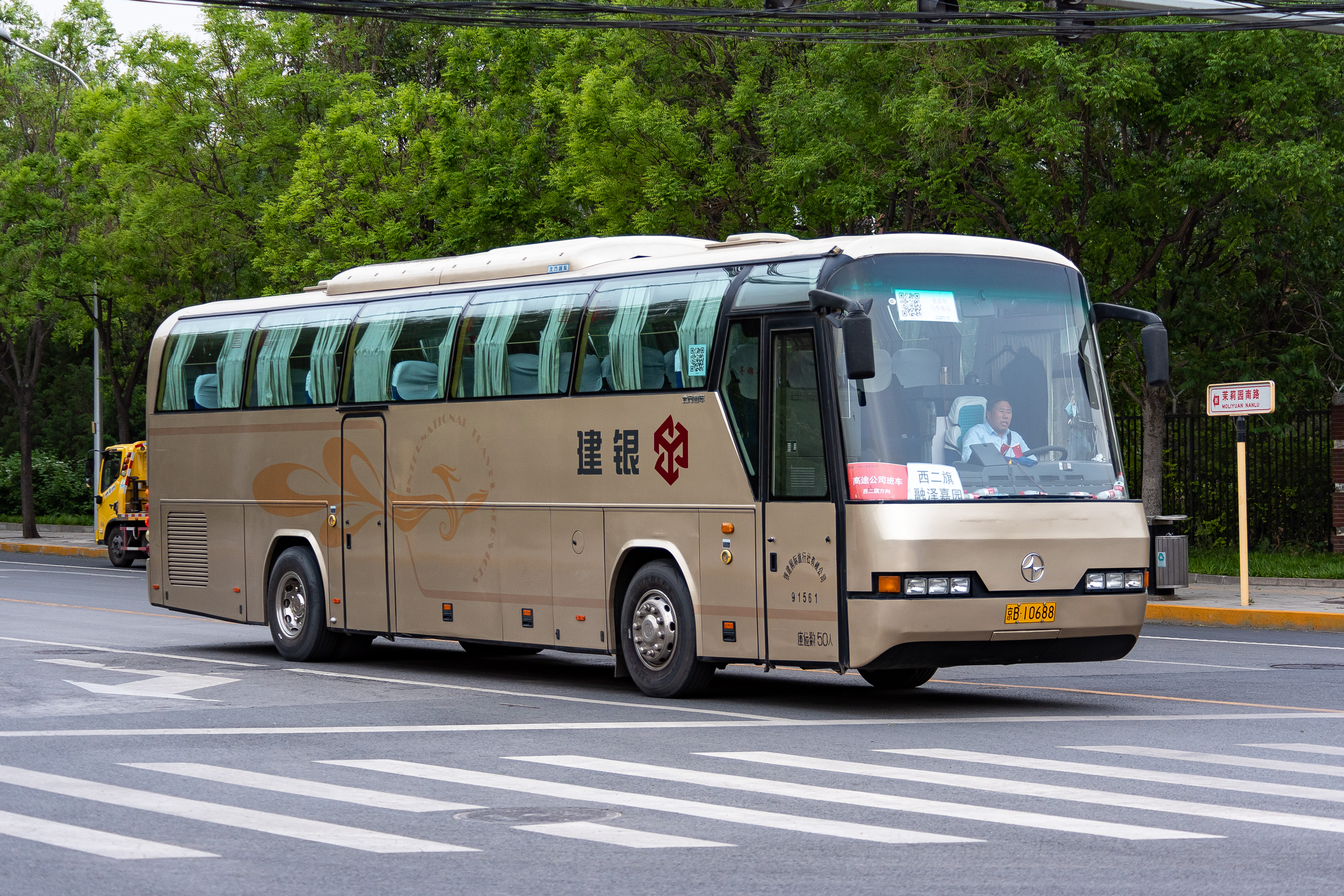
Автобус Norinco Neoplan BFC-6120
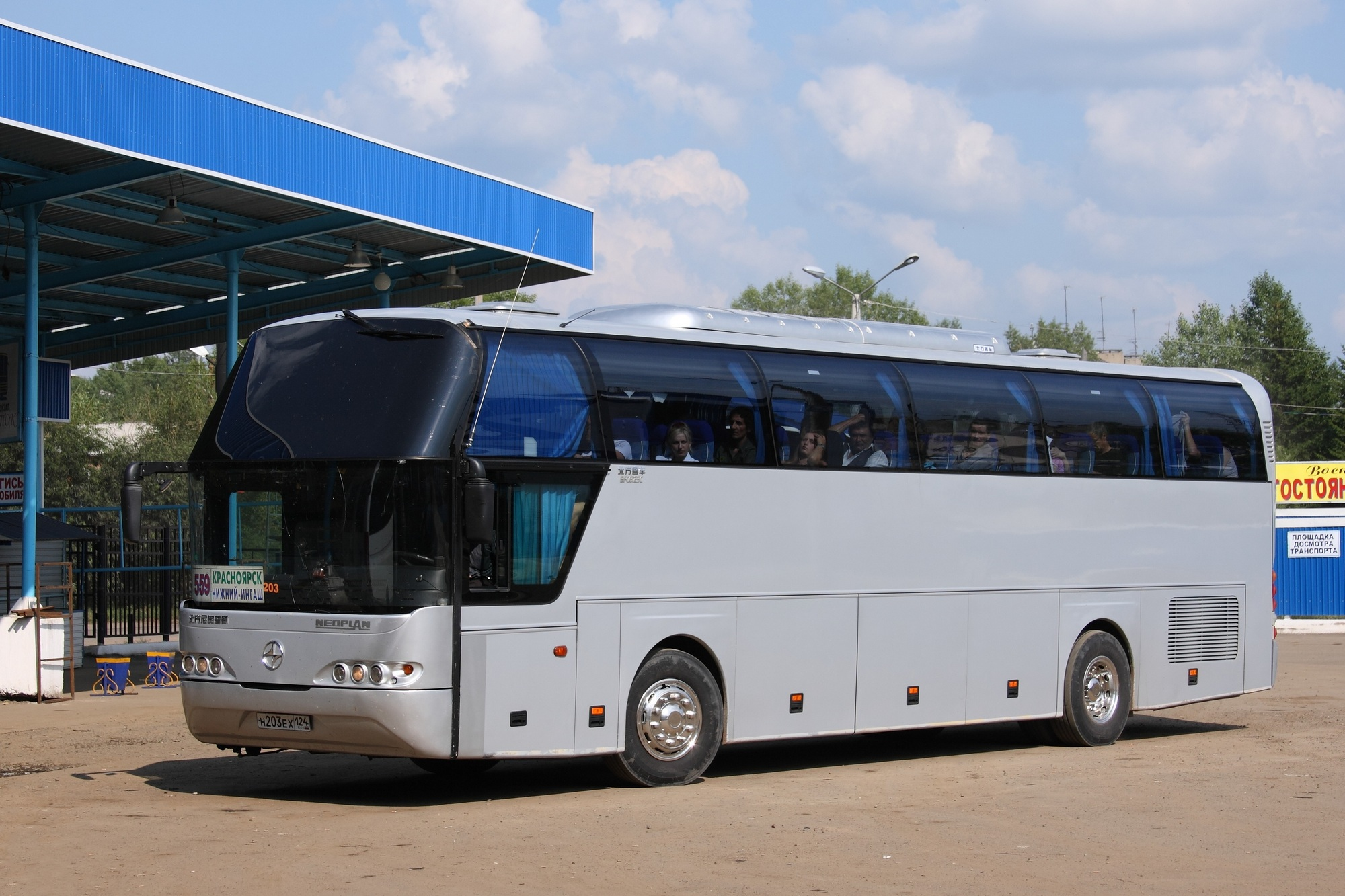
Автобус North BFC-6123
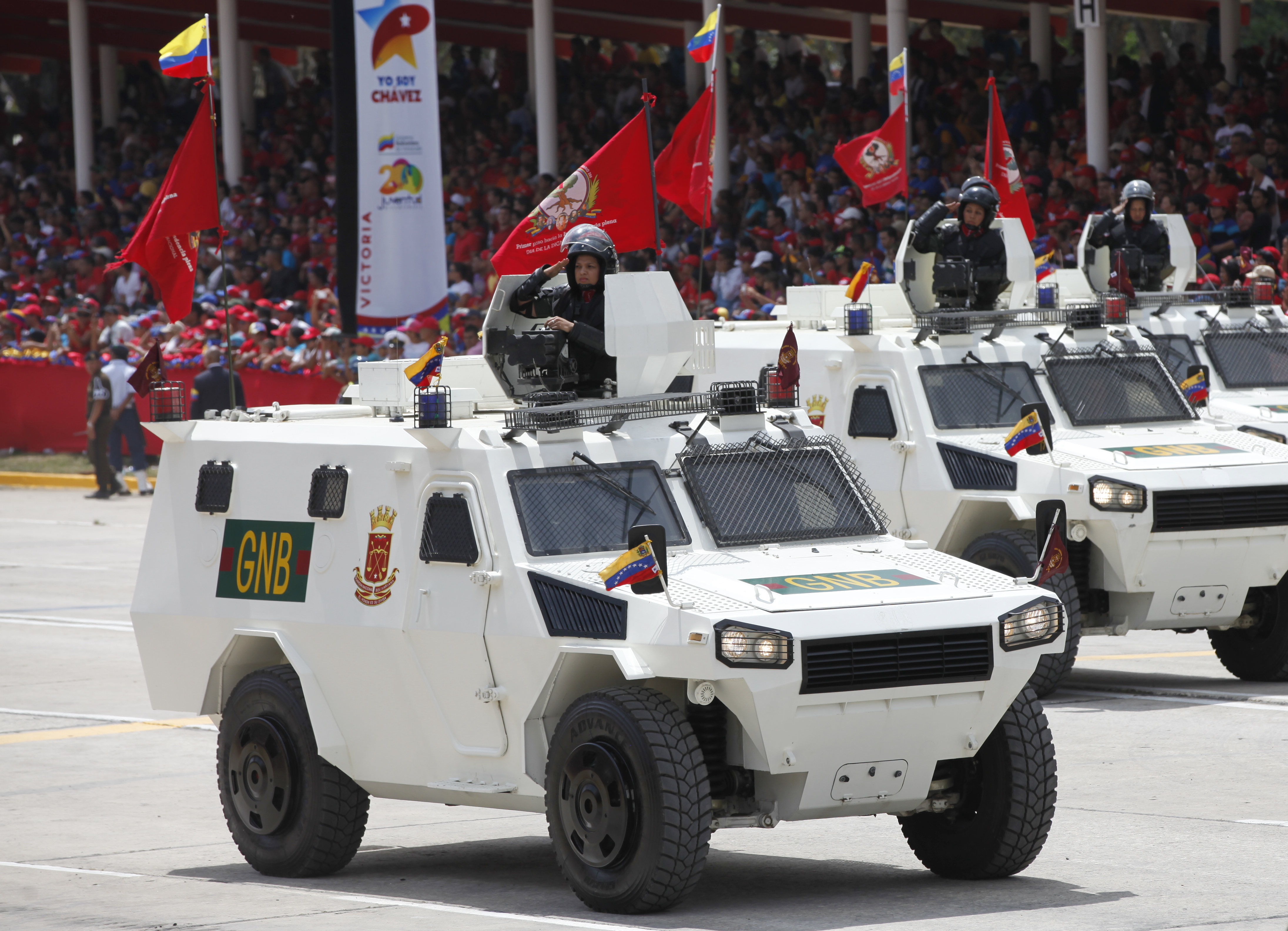
БТР VN-4
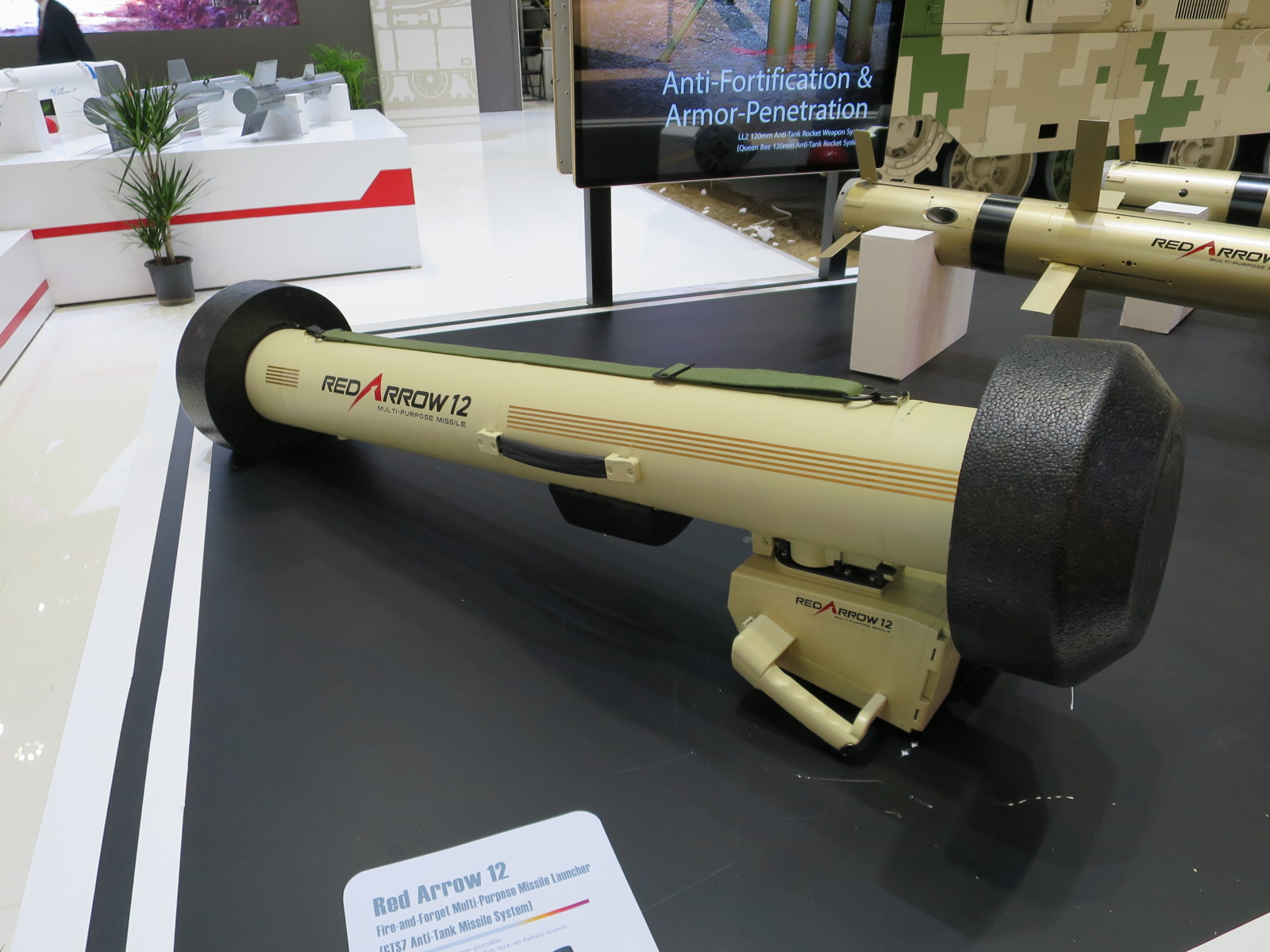
ПТРК HJ-12
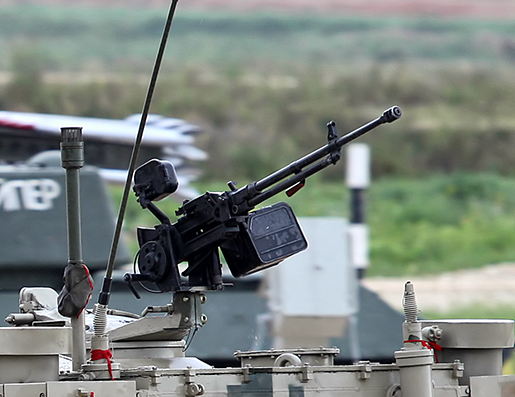
Пулемёт QJC-88
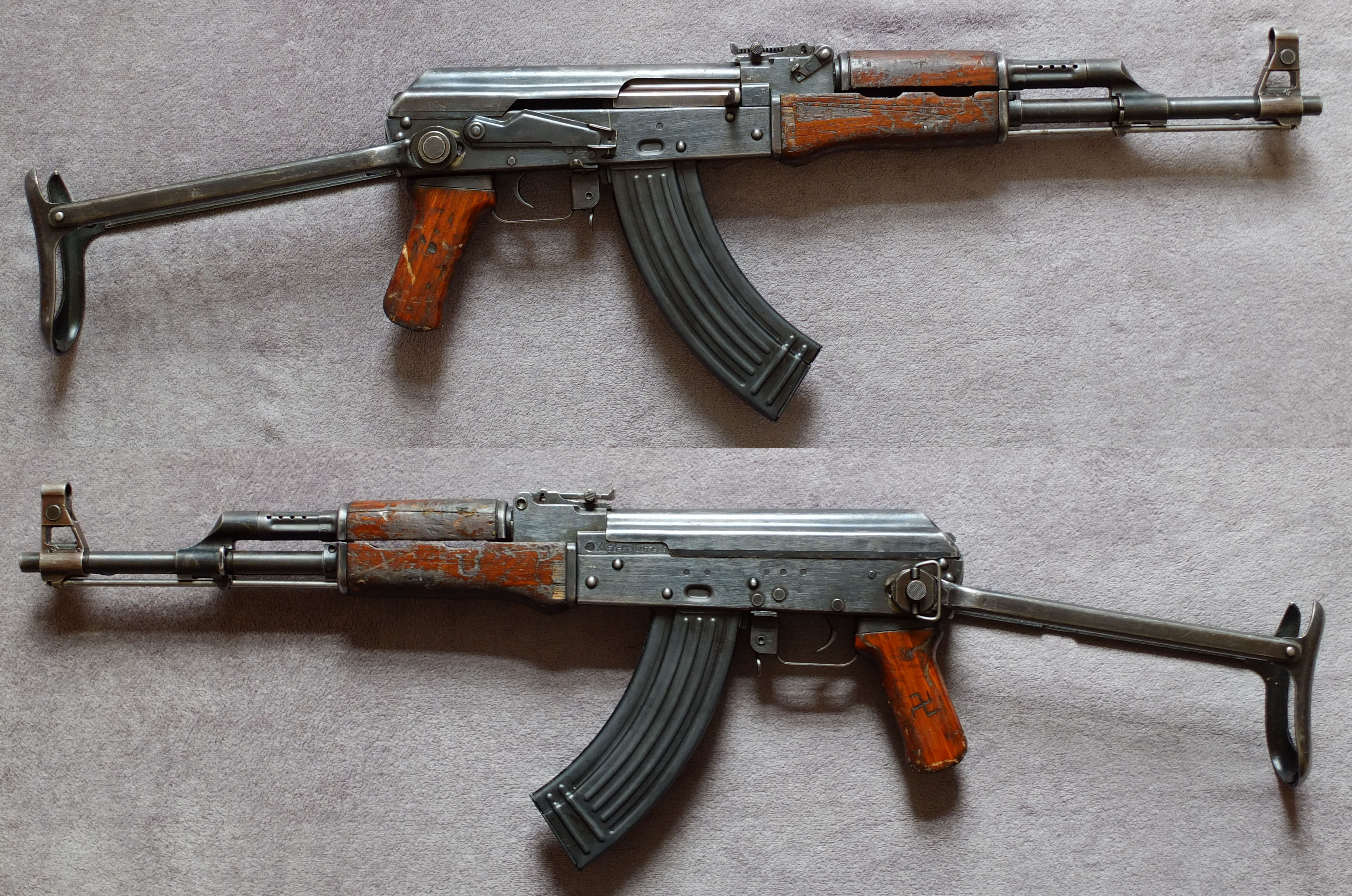
Автомат T-56
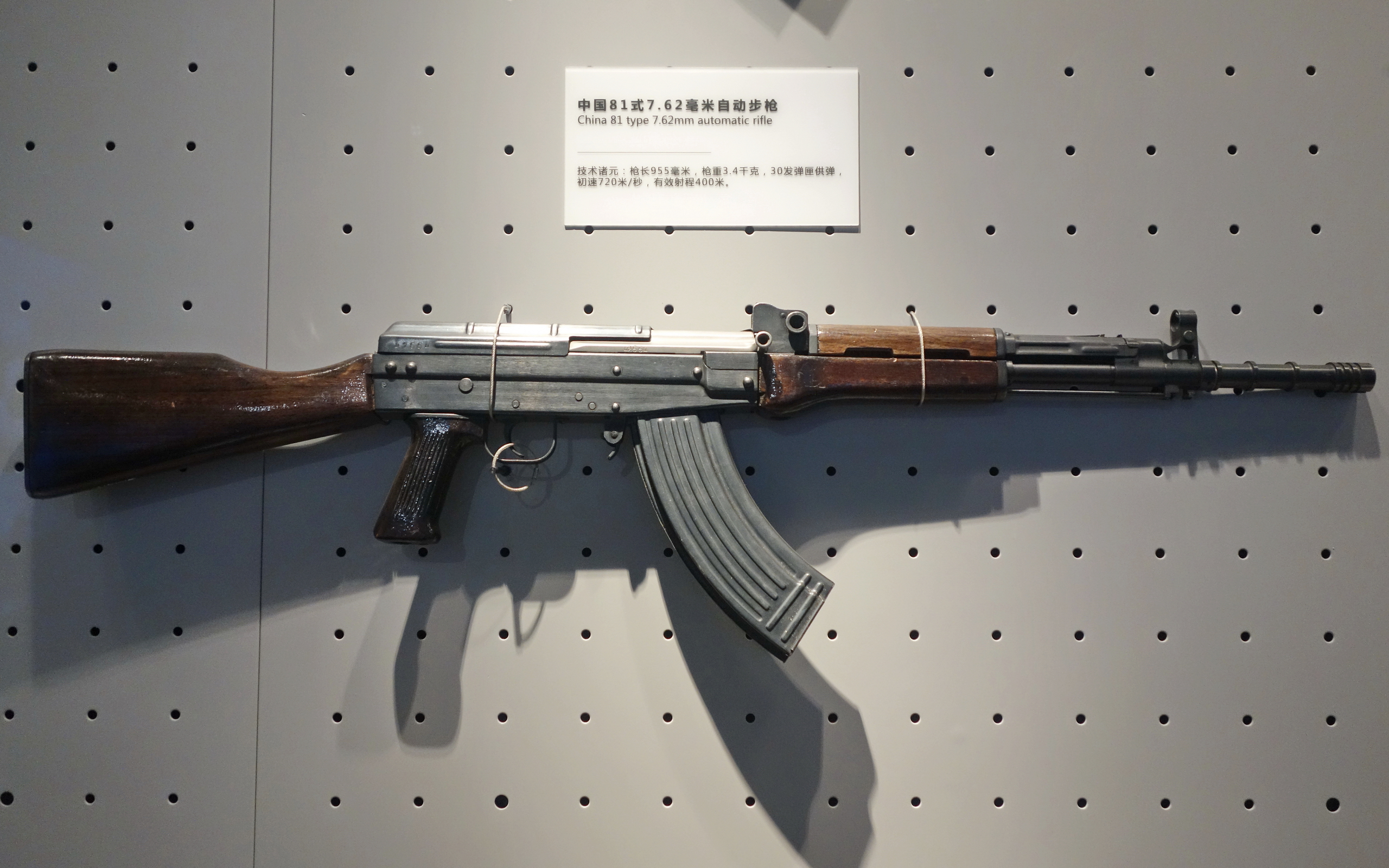
Автомат T-81
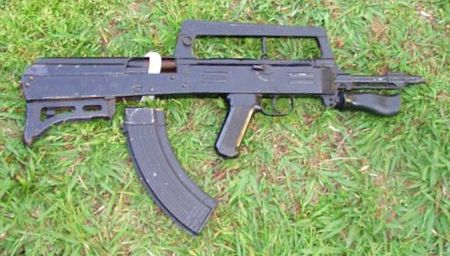
Автомат T-86S
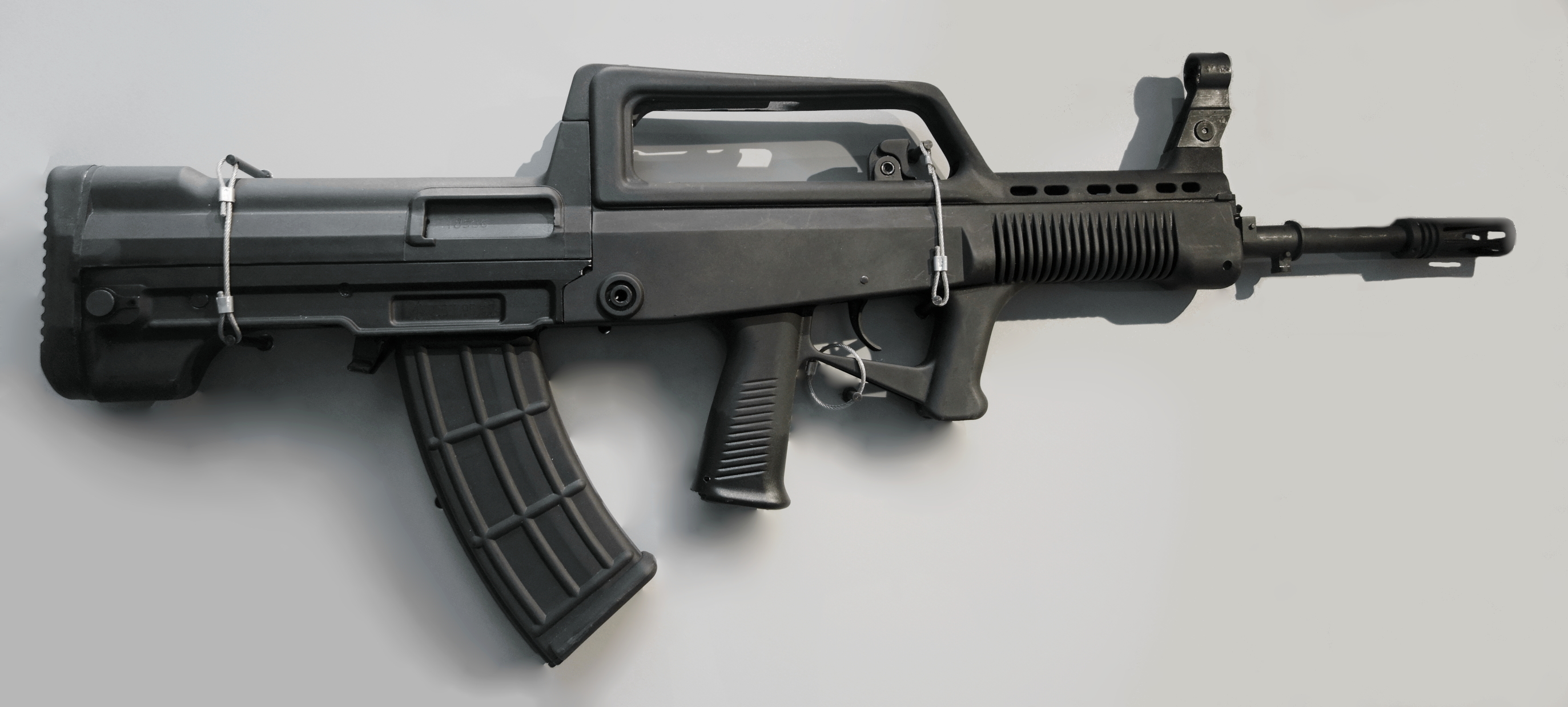
Автомат QBZ-95
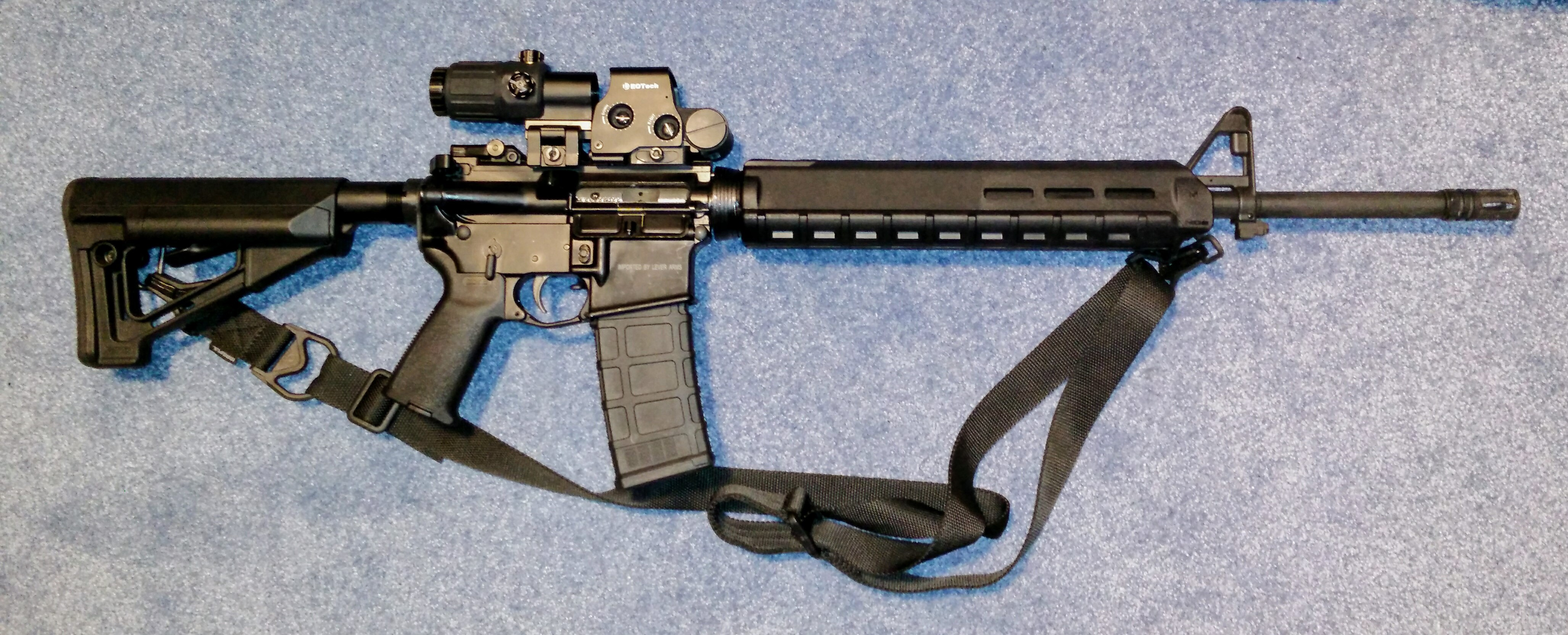
Автомат CQ-A 20
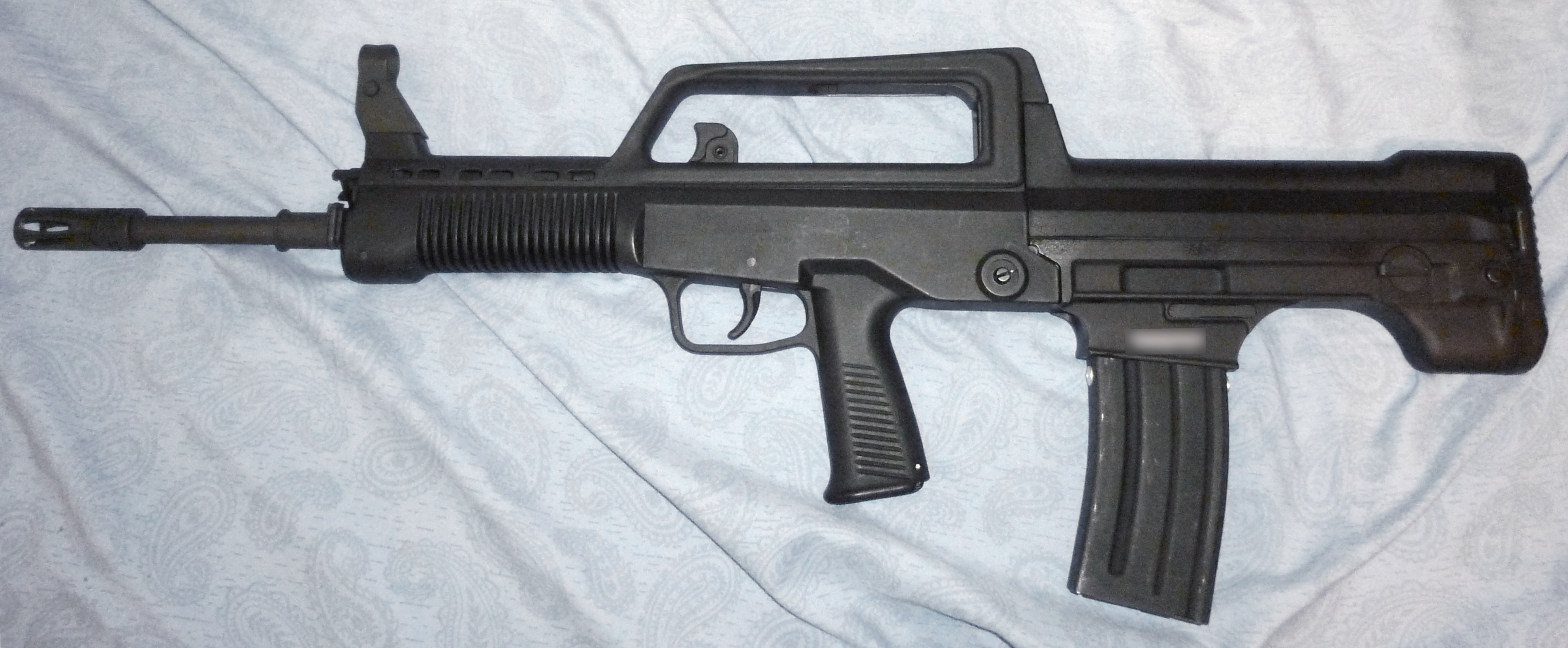
Автомат T97-NSR
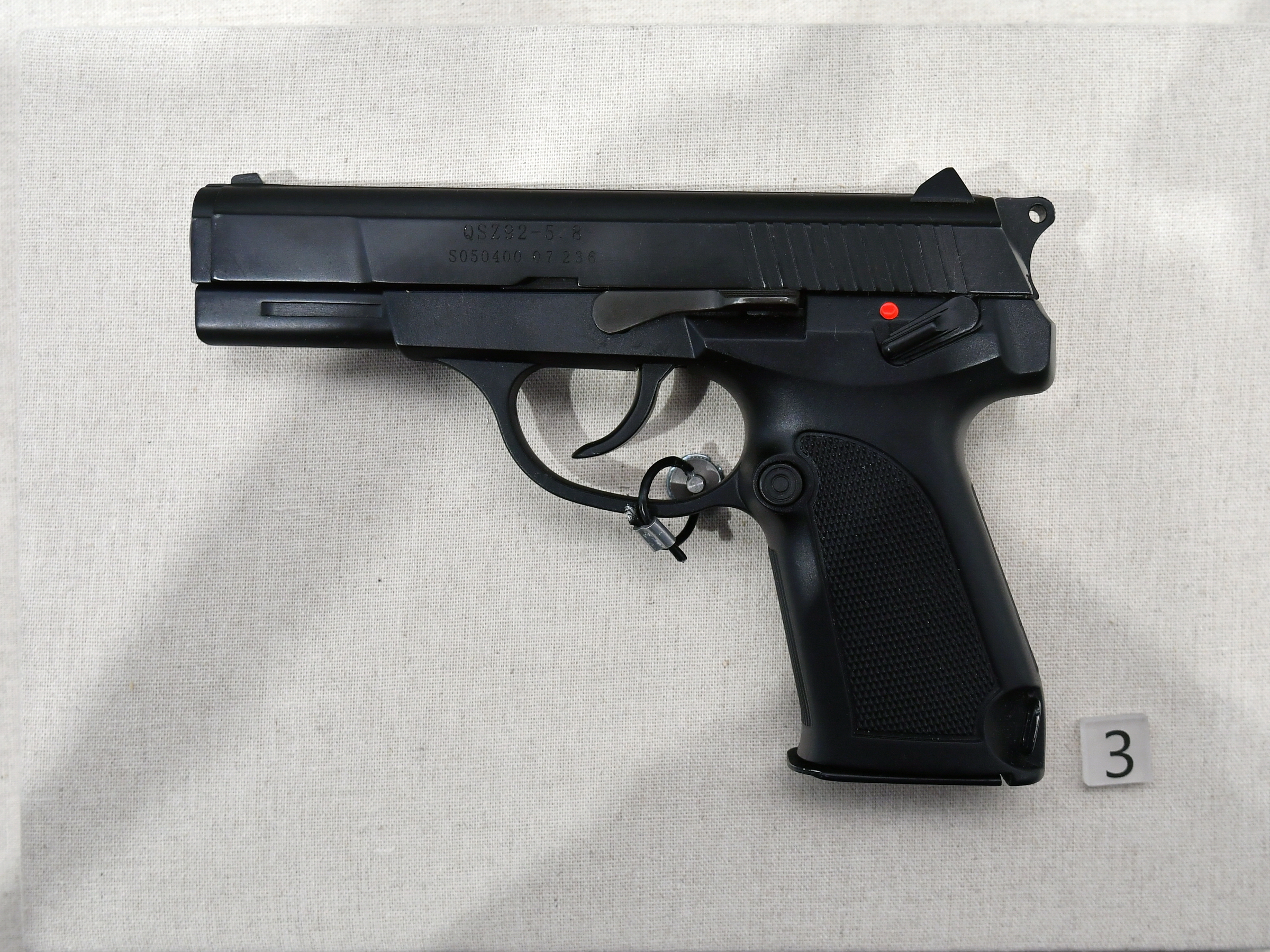
Пистолет QSZ-92
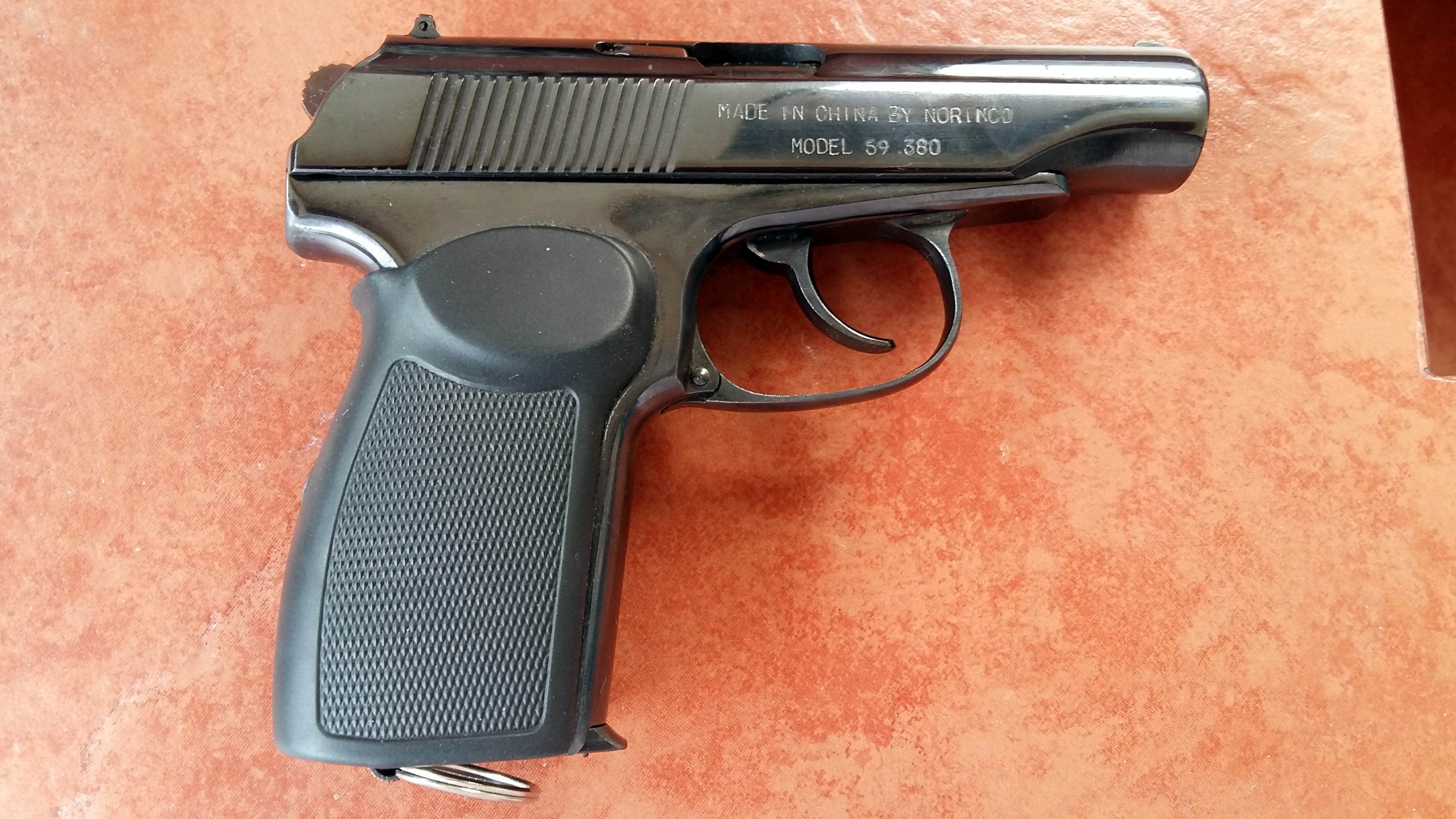
Пистолет Model 59

## Структура

### Дочерние компании
- Ordnance Science and Research Academy of China (главный научно-исследовательский центр Norinco, основные направления — зенитные артиллерийские комплексы, системы обнаружения БПЛА, командные и контрольные системы, метеорологические системы и радары, микроволновые радиометры, лазерные спектрометры, метеорологические ракеты, различные детекторы частиц)[33][34]
- China North Chemical Industries Group (различные ароматические соединения, сложные эфиры, аминоспирты, диамины, а также активированный уголь, противогазы и другие средства химической защиты, специальные покрытия для автомобилей и промышленные насосы)[35][36]
- China Ordins Group (логистика и оптовая торговля металлами, нефтью, топливом, химическими и текстильными изделиями, стройматериалами, промышленным оборудованием, транспортными средствами и комплектующими; совместное предприятие Norinco, Ansteel Group и Jiangxi Copper)[37]
- North Industries Group Finance или NORFICO (финансовые услуги, кредитование, инвестиции, операции с ценными бумагами)[38]
- North Special Energy Group (взрывчатые вещества, системы безопасности автомобилей, аккумуляторы)[39]
- North General Power Group (переносные спутниковые навигаторы, полицейские спутниковые терминалы, автомобильные видеорегистраторы и другие регистраторы данных, бортовые самописцы)
- North General Electronics Group (радиолокационные станции ПВО, системы управления огнём, военная микроэлектроника)[40]
- China North Material Science and Engineering Technology Group (бронированные материалы и пластины, бронежилеты, бронекостюмы, каски, элементы защиты для транспортных средств)[41]
- North Electro-Optics Group или NEO (приборы ночного видения, микросхемы, датчики, солнечные панели и информационные технологии)[42]
  - Yunnan Semiconductor
  - Shanghai Dachen Semiconductor
- North Navigation Technology Group (оптико-электронные и лазерные гироскопы, навигационное и телекоммуникационное оборудование)[43][44]
  - China North Industries Institute of Navigation and Control Technology
  - Harbin Jiancheng Group
  - Xian North Jierui Optoelectronics Technology
- North Night Vision Technology (инфракрасные тепловизоры, приборы ночного видения и другие оптические приборы, OLED-дисплеи; совместное предприятие Norinco и Yunnan Vestment Holding Group)[45][46]
  - Kunming North Infrared Technology
  - Yunnan North Optical & Electronic Instrument
- North Information Control Group (оптические и навигационные приборы, электронное оборудование, системы управления огнём, военная компьютерная техника)[47]
- North Laser Technique (лазерные и оптико-электронные приборы, системы обнаружения и наведения на цели, тактическое лазерное оружие)[48]
  - Jiangsu Shuguang Opto-Electronic
  - Southwest Institute of Technique Physics
- Inner Mongolia First Machinery Group или FIRMACO (танки, бронетранспортёры, бронированные внедорожники, бульдозеры, экскаваторы и другие инженерные машины, пожарная техника, грузовики для медицинских услуг и радиационно-химических исследований, двигатели и другие автомобильные комплектующие, вагоны, нефтегазовое оборудование)[49][50]
- Inner Mongolia North Heavy Industries Group (специальные стали, дорожно-строительная и горнодобывающая техника, химические изделия, котлы и цистерны высокого давления)[51]
  - Tegang Group
  - Beizhong Group
- BeiBen Truck (тяжёлые грузовики, тракторы и автомобильные комплектующие)[52]
  - North-Benz Truck Corporation
- Harbin First Machinery Group (тракторы, гусеничные вездеходы, бульдозеры и другие инженерные машины, артиллерийские и ракетные системы, сельскохозяйственное, энергетическое, нефтегазовое и железнодорожное оборудование)[53][54]
  - Harbin First Machinery Manufacturing Group
  - Qiqihar North Machinery Corporation
- Hebei Lingyun Industrial Group (автомобильные комплектующие, резиновые шланги, пластиковые трубы, детали для котлов, газопроводов и лифтов)[55]
- Beijing North Vehicle Group (бронемашины, пассажирские автобусы, автофургоны, специальные автомобили и автомобильные комплектующие)[56][57]
- Chongqing Tiema Industries Group (грузовые автомобили, в том числе самосвалы, бетономешалки и автоцистерны, а также автомобильные комплектующие)[58]
- Hubei Jiangshan Heavy Industries (электромеханическое и гидравлическое оборудование, станки, специальные автомобили)[59]
  - Jiangshan Science-Technology Field
- Shandong Special Industry Group или SSIGC (боеприпасы, взрывчатые вещества, автомобильные и инженерные комплектующие, нефтегазовое оборудование)[60]
  - Explosion State Key Laboratory of Science and Technology
- Jinxi Industries Group (железнодорожные, автомобильные и мотоциклетные комплектующие, медные изделия, вагоны и энергетическое оборудование)[61][62]
- Jiangnan Industries Group (промышленное оборудование и станки, насосы, котлы высокого давления, двигатели и автомобильные комплектующие)[63][64]
- Jianglu Machinery & Electronics Group (пожарная и мусоросборочная техника, другие специальные автомобили, экскаваторы и другая дорожно-строительная техника, погрузчики, автомобильные комплектующие, электротехника, металлургическое оборудование, краны, промышленные лифты, бетонные насосы, ветряные турбины)[65]
  - Hunan Jianglu Machinery Group
  - Hunan Jianglu Heavy Machinery
  - Hunan Jianglu Rongda Vehichle Transmission
  - Xiangtan Jianglu Precision Machinery
- Wuhan Heavy Duty Machine Tool Group или WuChong (тяжёлые станки и другое промышленное оборудование)[66]
- Yuxi Industrial Group (производство боеприпасов, синтетических алмазов, медных профилей и специальных автомобилей, утилизация списанных боеприпасов)[67]
- Liaoshen Industrial Group (пластиковые и металлические изделия, алюминиевые банки, медные сплавы, автомобильные кондиционеры и механическое оборудование)[68]
  - Shenyang Dongji Industrial Group
- Huaihai Industry Group (микроэлектроника, механическое и медицинское оборудование, пластиковые и стальные профили, двигатели и другие автомобильные комплектующие)[69]
- Northwest Industries Group (детали для дисплеев, аккумуляторов и другие высокотехнологичные материалы, компрессоры для кондиционеров, трубы и другие автомобильные комплектующие, электромеханическое оборудование)[70]
  - Xian Dong Fang Group
  - Xian North Huashan Mechanical & Electric
  - Xian North Qinchuan Group
  - Lanzhou North Electromechanical
- Northeast Industries Group (промышленное оборудование, грузовики для разминирования, перевозки отходов и другие специальные автомобили, полуприцепы, тормозные системы, карданные валы, лампы, зеркала и другие автомобильные комплектующие)[71]
  - Jilin Jiangbei Machinery Manufacturing
  - Jilin Dongguang Group
  - Jilin Dongguang Fine Machinery
  - Jilin Dongguang Aowei Brake System
  - Jilin Dongguang Yusei Machinery
  - Jilin Koito Dongguang Auto Lamps
  - Jilin Jiangji Company
  - Jilin Norinco GKN Driveshaft
  - Jilin Dahua Machine Manufacturing
  - Changchun Yidong Clutch Stock
  - Shandong Pengxiang Automobile
- North Huaan Industry Group (артиллерийские системы, боеприпасы, взрывные устройства, санитарно-гигиеническое и нефтегазовое оборудование, газовые баллоны, контейнеры, автомобильные комплектующие, лифты, стальные двери и окна)[72]
  - Heilongjiang Huaan Industrial Group
- Liaoning Huajin Chemicals Group (топливо, смазочные материалы, этилен, синтетические смолы, удобрения, асфальт и другие химические и нефтехимические продукты)[73]
  - Liaoning Huajin Tongda Chemials
  - Panjin Northern Asphalt
- China North Energy Conservation and Environment Protection (оборудование для очистки химикатов и сточных вод, абсорбирующие материалы)[74]
- North Eletro-Mechanical Intelligent Technology Corporation (электромеханическое оборудование)
- Kunming Yuanda Optics (солнечные панели и другое энергетическое оборудование)[75]
- China Wuzhou Engineering Group (проектирование, строительство и другие инженерные услуги)[76]
  - Wuzhou Engineering Design and Research Institute
  - Norinco Group Survey Design and Research Institute
- Norendar International (консалтинг, проектирование, строительство и другие инженерные услуги)[77]
- Qiqihar Heping Machine (артиллерийские системы)
- Gansu Yinguang Chemical Industry Group (химические продукты)

### Производственные мощности
- 123-й завод или артиллерийский завод Heilongjiang Huaan Industrial Group в Цицикаре.
- 127-й завод или артиллерийский завод Qiqihar Heping Machine в Цицикаре.
- 256-й завод или бронетанковый завод Southwest Vehicles Factories.
- 282-й завод или ракетный завод Jiangnan Machine Factory.
- 615-й завод или бронетанковый завод Shaanxi Weiyang Diesel Engine.
- 617-й завод или бронетанковый завод Inner Mongolia First Machinery Group в Баотоу.
- 674-й завод или артиллерийский завод Harbin First Machine Manufacture Company в Харбине.
- 5618-й завод или ракетный завод Hunan South China Photoelectricity Instrument.
- Машиностроительные заводы Inner Mongolia First Machinery Group в Пекине, Тяньцзине, Тайюане, Хоума, Пэнлае, Нинбо, Чунцине, Шэньчжэне и Урумчи.
- Машиностроительный завод Jinxi Industries Group в Тайюане.
- Машиностроительный завод Jiangnan Industries Group в Сянтане.
- Машиностроительный завод Hubei Jiangshan Heavy Industries в Сянъяне.
- Машиностроительные заводы Liaoshen Industrial Group в Шэньяне и Хулудао.
- Машиностроительный завод Huaihai Industry Group в Чанчжи.
- Машиностроительные заводы Northeast Industries Group в Чанчуне, Дэхуэе, Цзилине, Пэнлае, Уху, Лючжоу, Чэнду и Чунцине.
- Машиностроительный завод Shandong Special Industry Group в Цзыбо.
- Завод грузовых автомобилей и автокомплектующих Baotou Beiben Heavy-Duty Truck в Баотоу.
- Завод грузовых автомобилей North-Benz Truck Corporation в Чунцине.
- Завод лёгкой бронетехники Tiema Industries Corporation в Чунцине.
- Завод лёгкой бронетехники Beijing North Vehicle Group в Пекине.
- Заводы оптоэлектроники North Night Vision Technology в Куньмине, Хайкоу, Нанкине и Сиане.
- Завод оптоэлектроники North Electro-Optics Group Сиане.
- Электромеханический завод Jianglu Machinery & Electronics Group в Сянтане.
- Электромеханические заводы Northwest Industries Group в Сиане и Ланьчжоу.
- Станкостроительный завод Wuhan Heavy Duty Machine Tool Group в Ухани.
- Химический завод China North Chemical Industries Group в Байине.
- Химические заводы Liaoning Huajin Chemicals Group в Паньцзине, Хулудао и Куче.
- Нефтехранилище Norinco в Даляне.

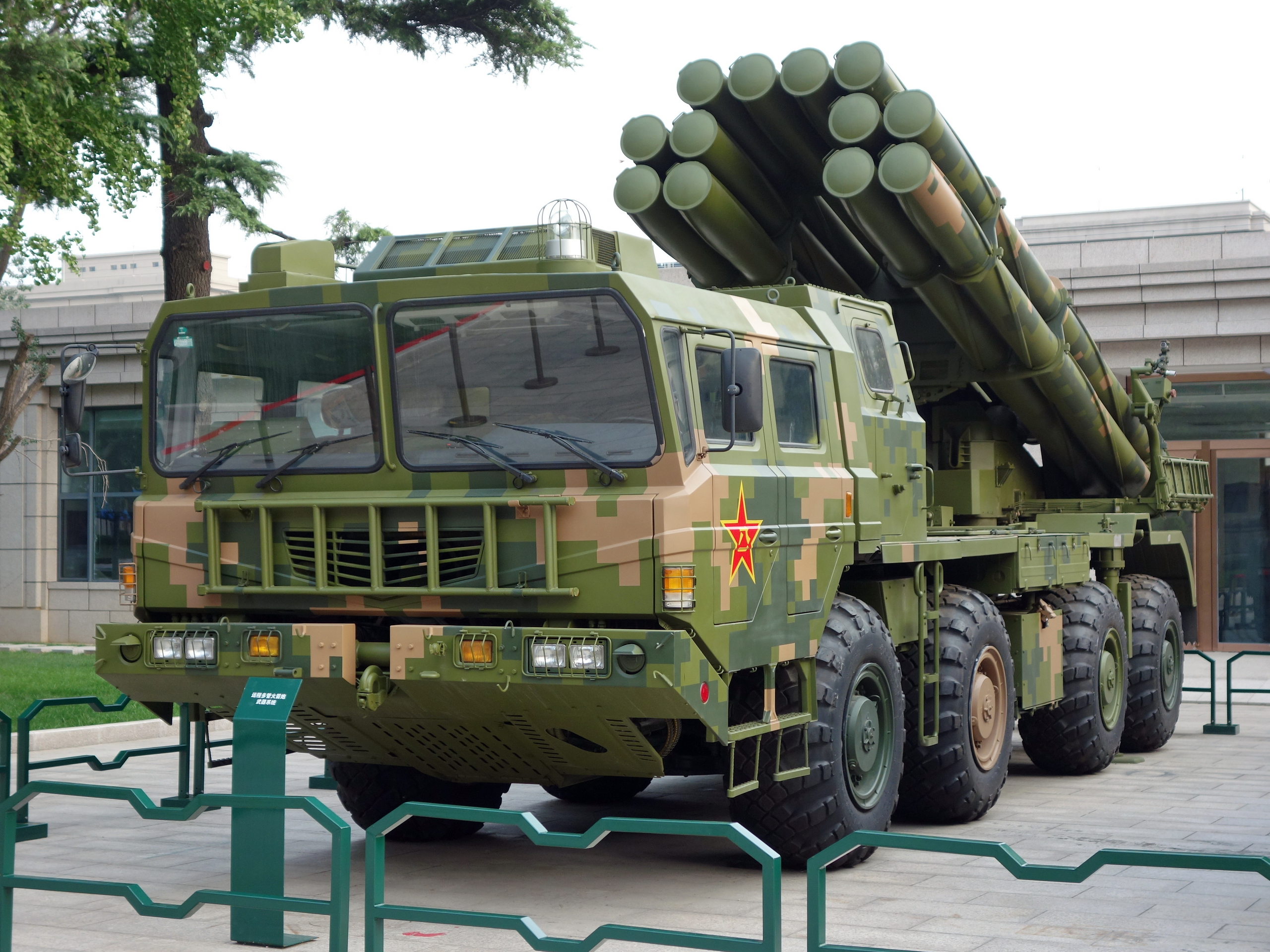
РСЗО PHL-03
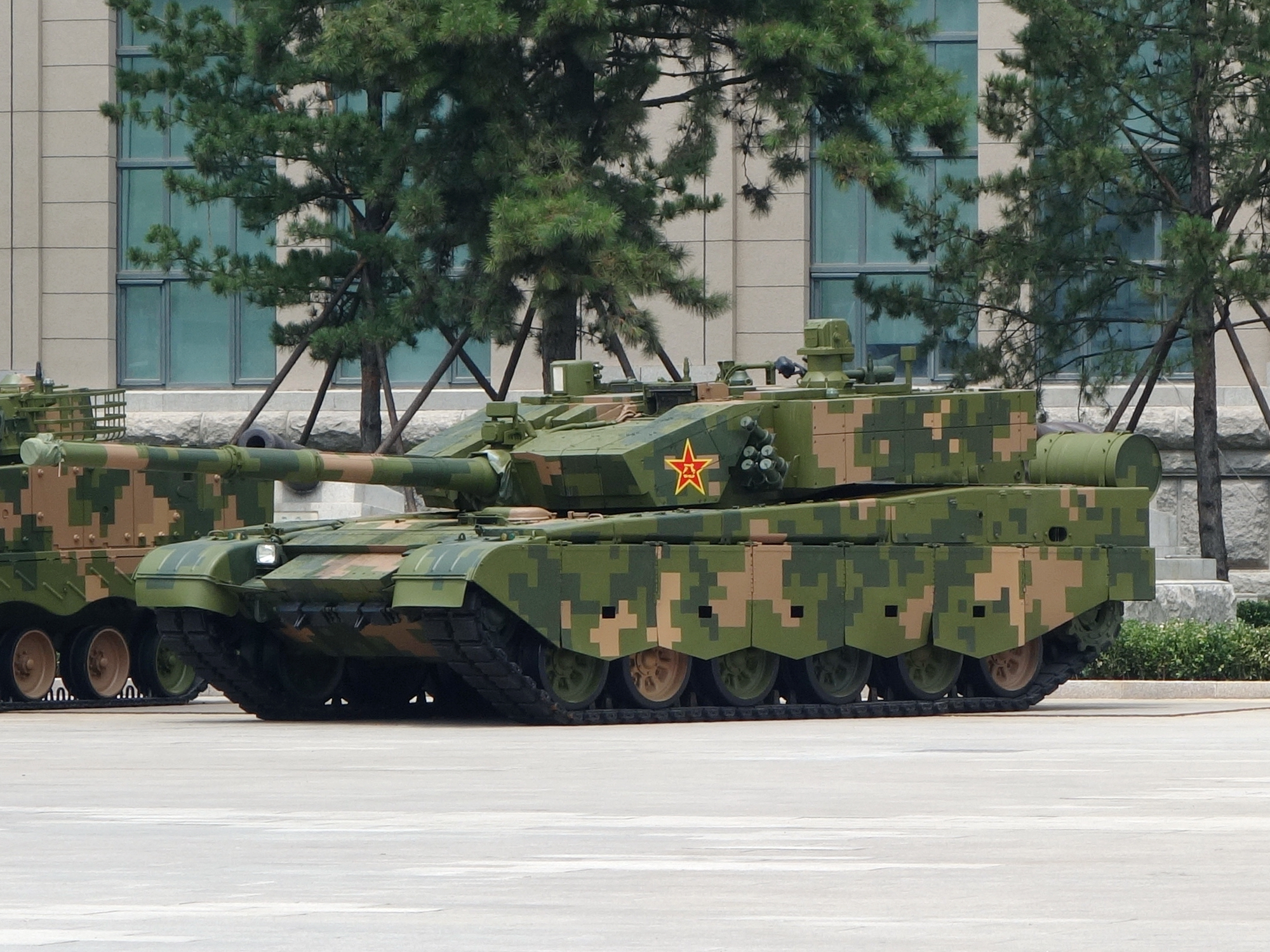
Танк ZTZ-99A
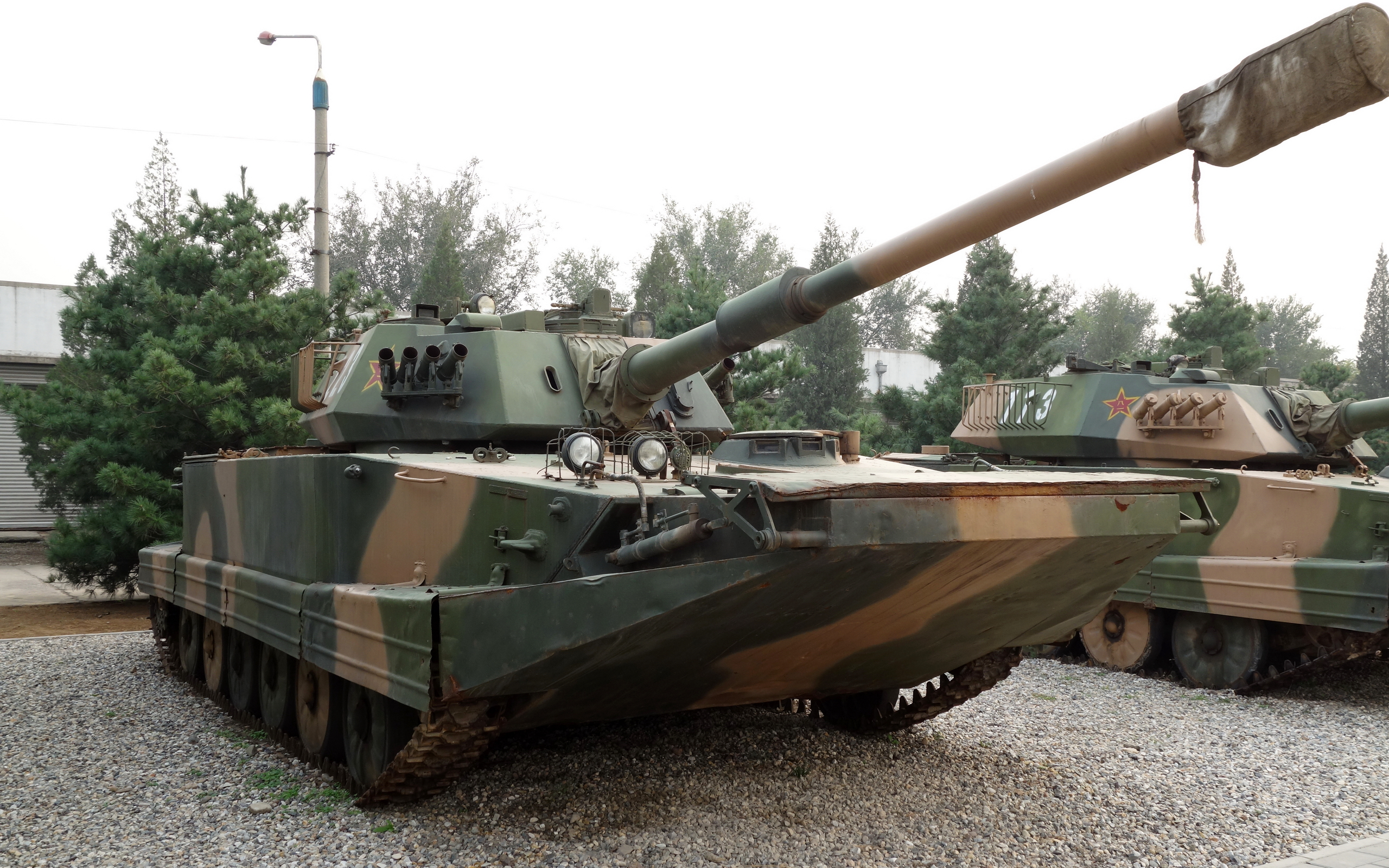
Танк WZ-211
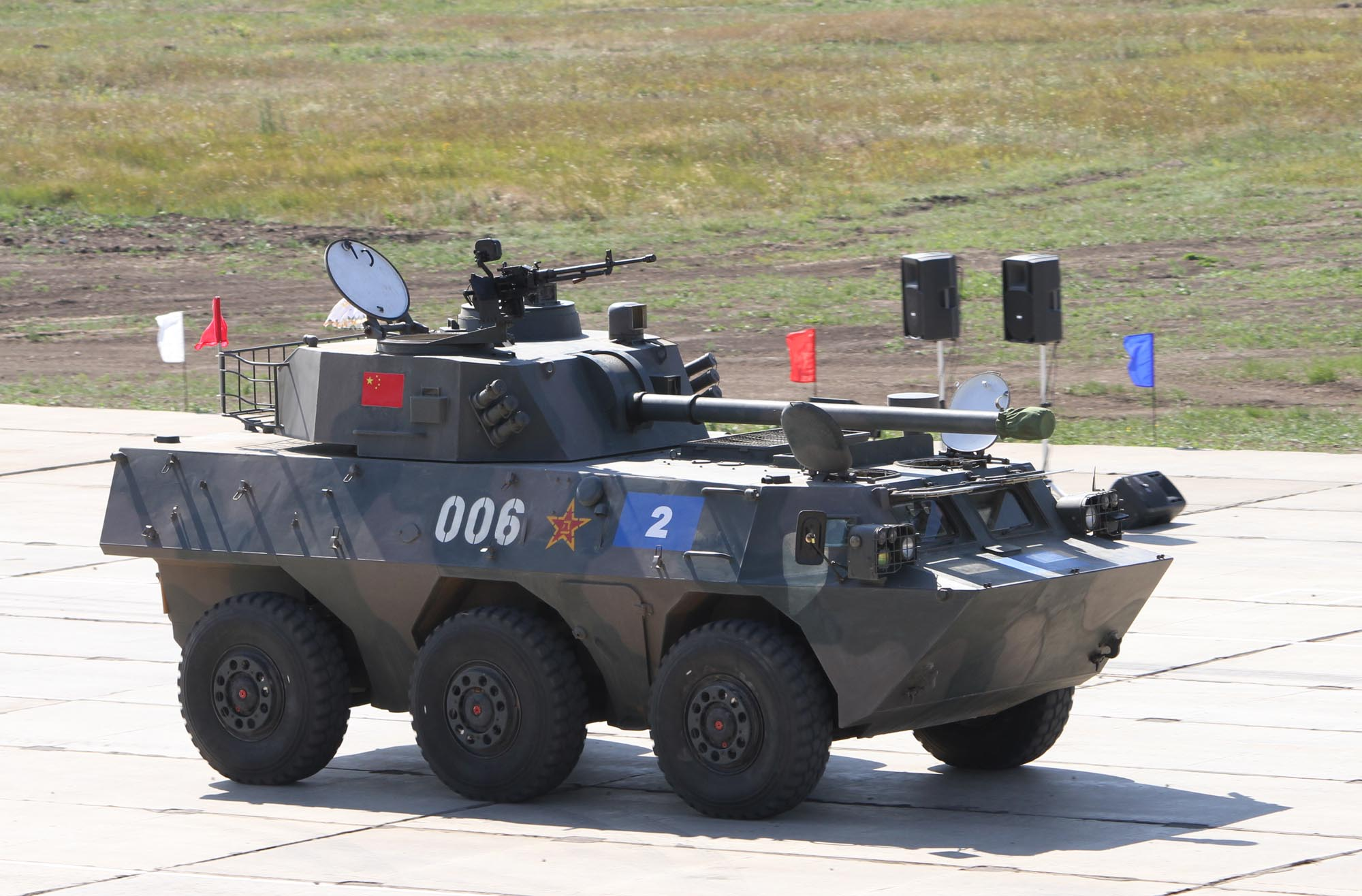
Самоходный миномёт PLL-05
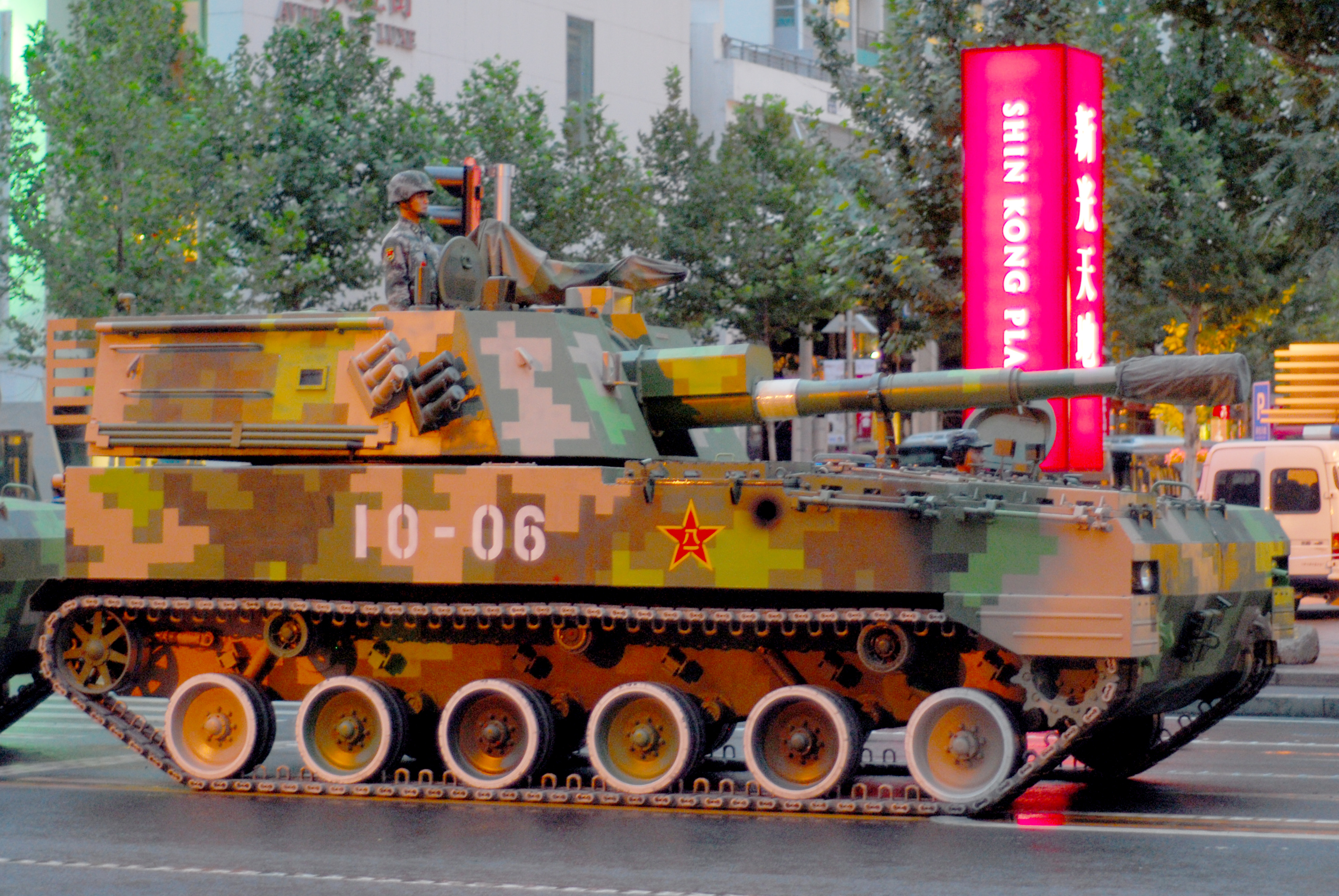
САУ PLZ-07
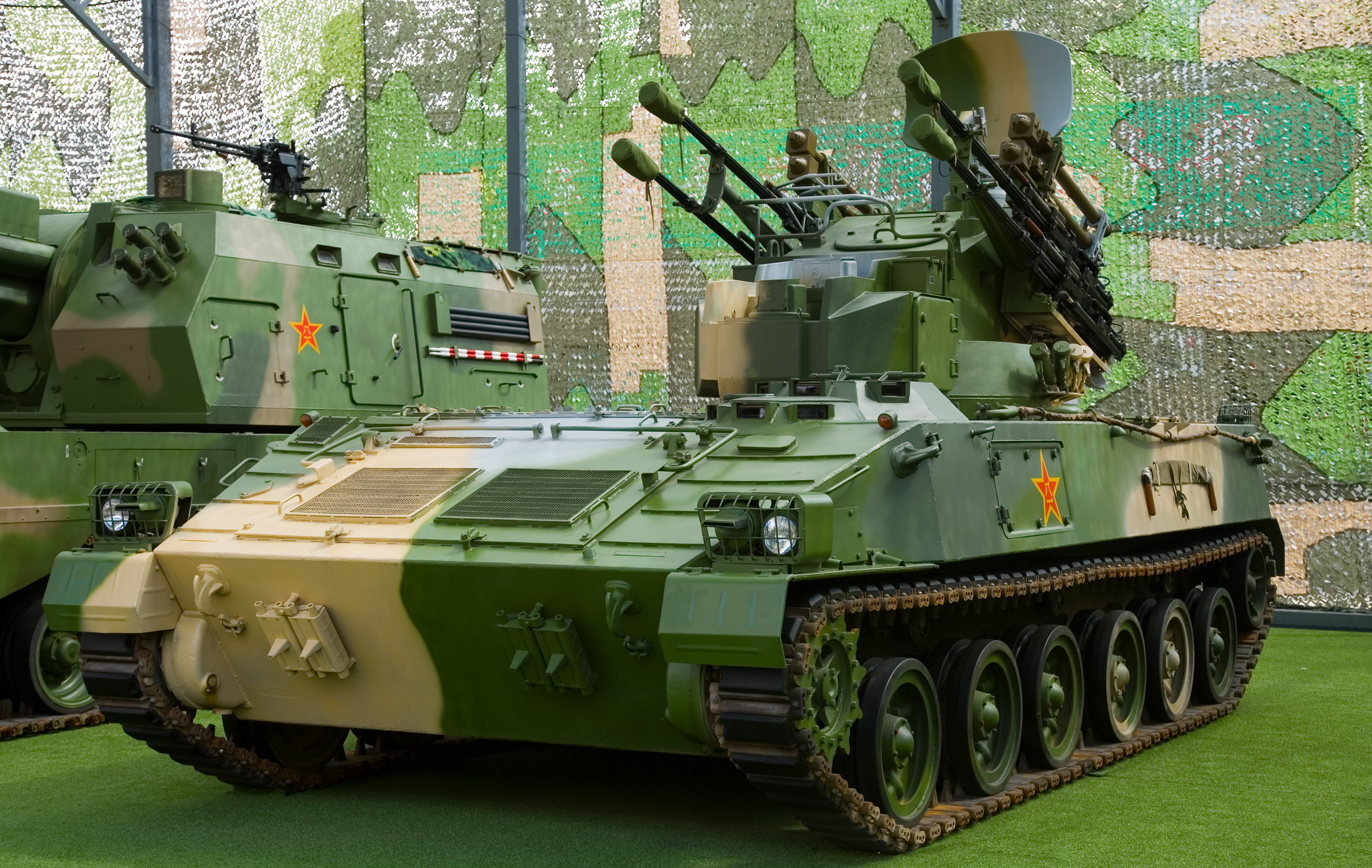
ЗРПК PGZ-95
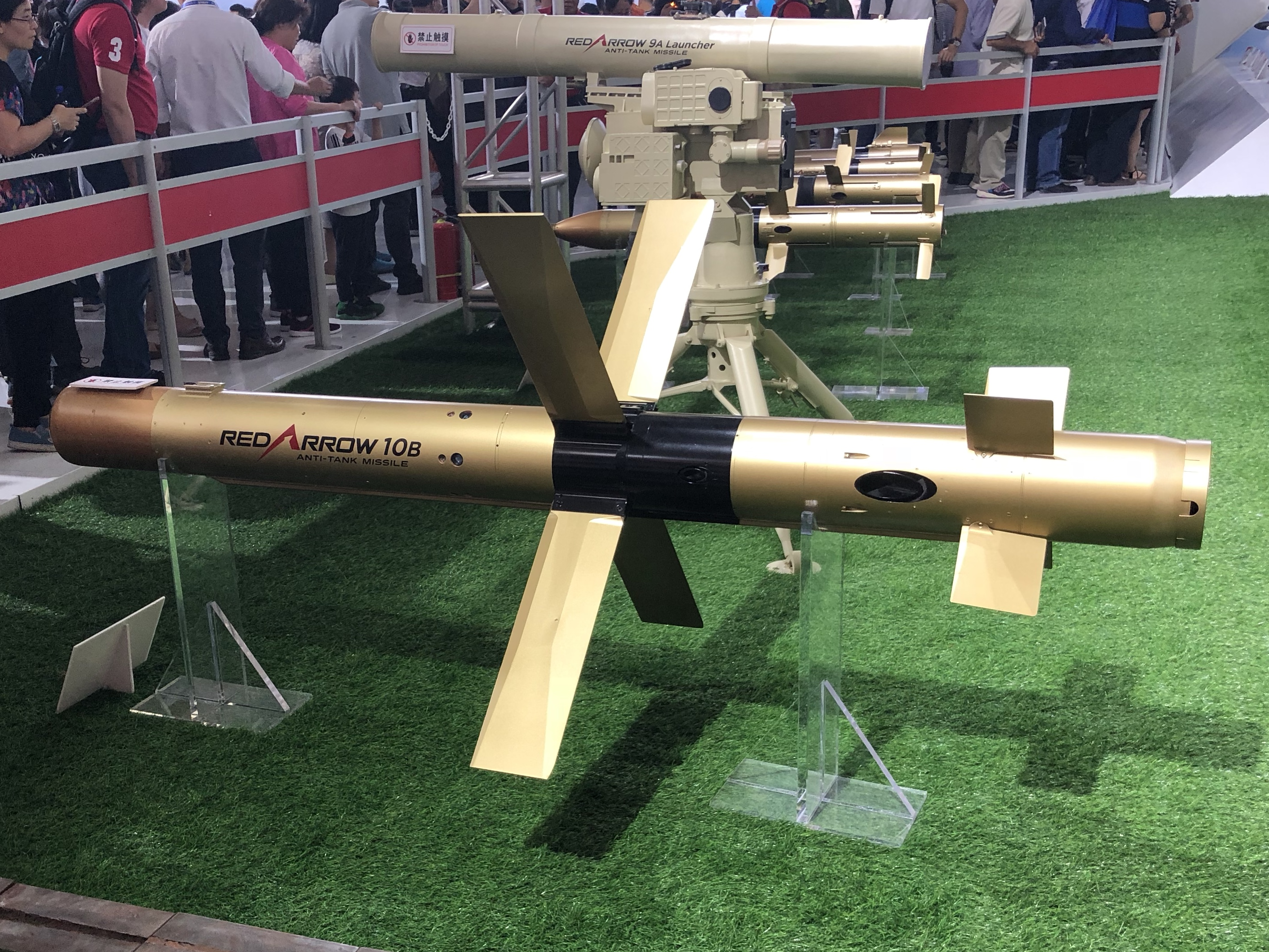
ПТУР HJ-10
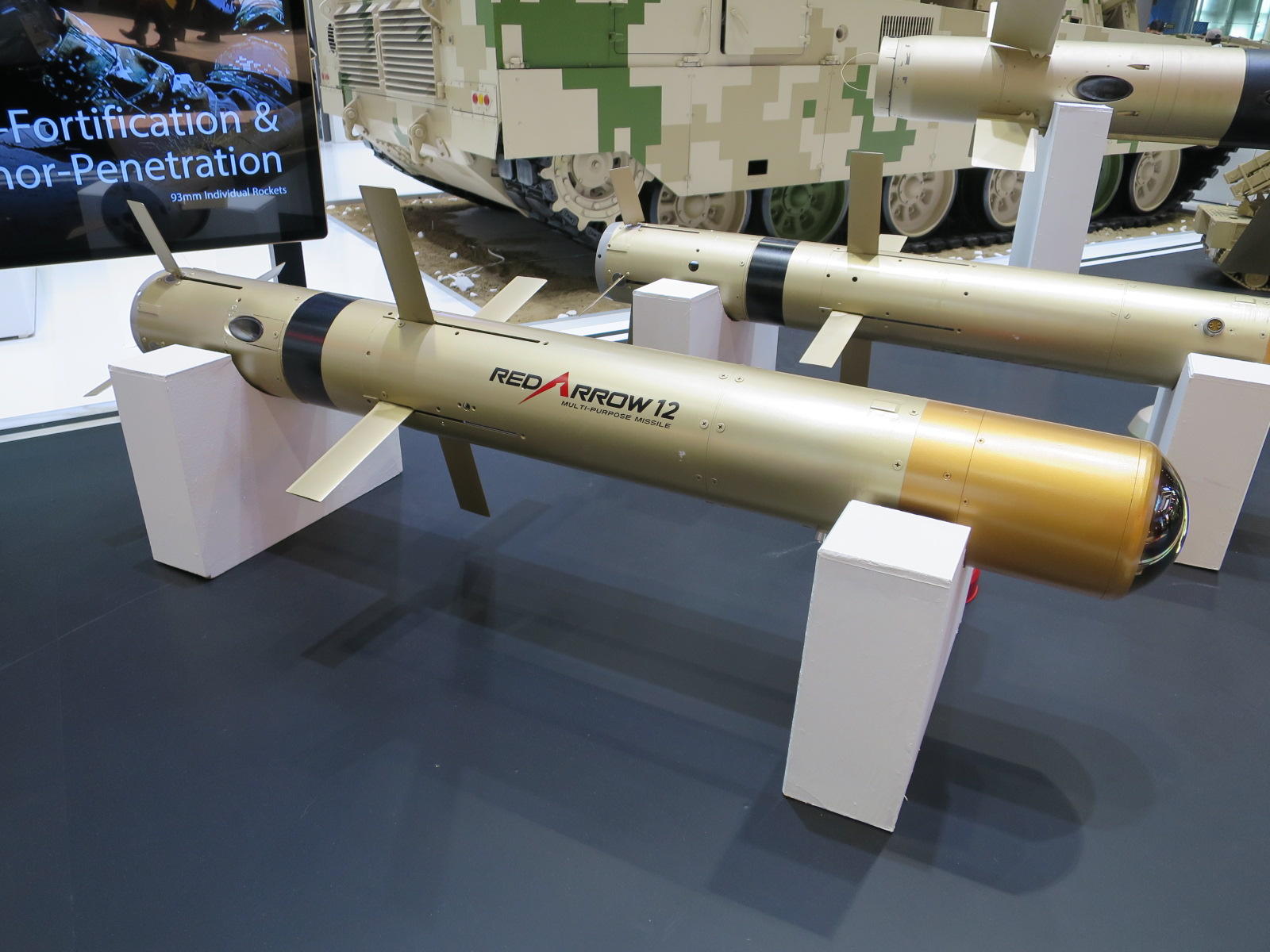
ПТУР HJ-12
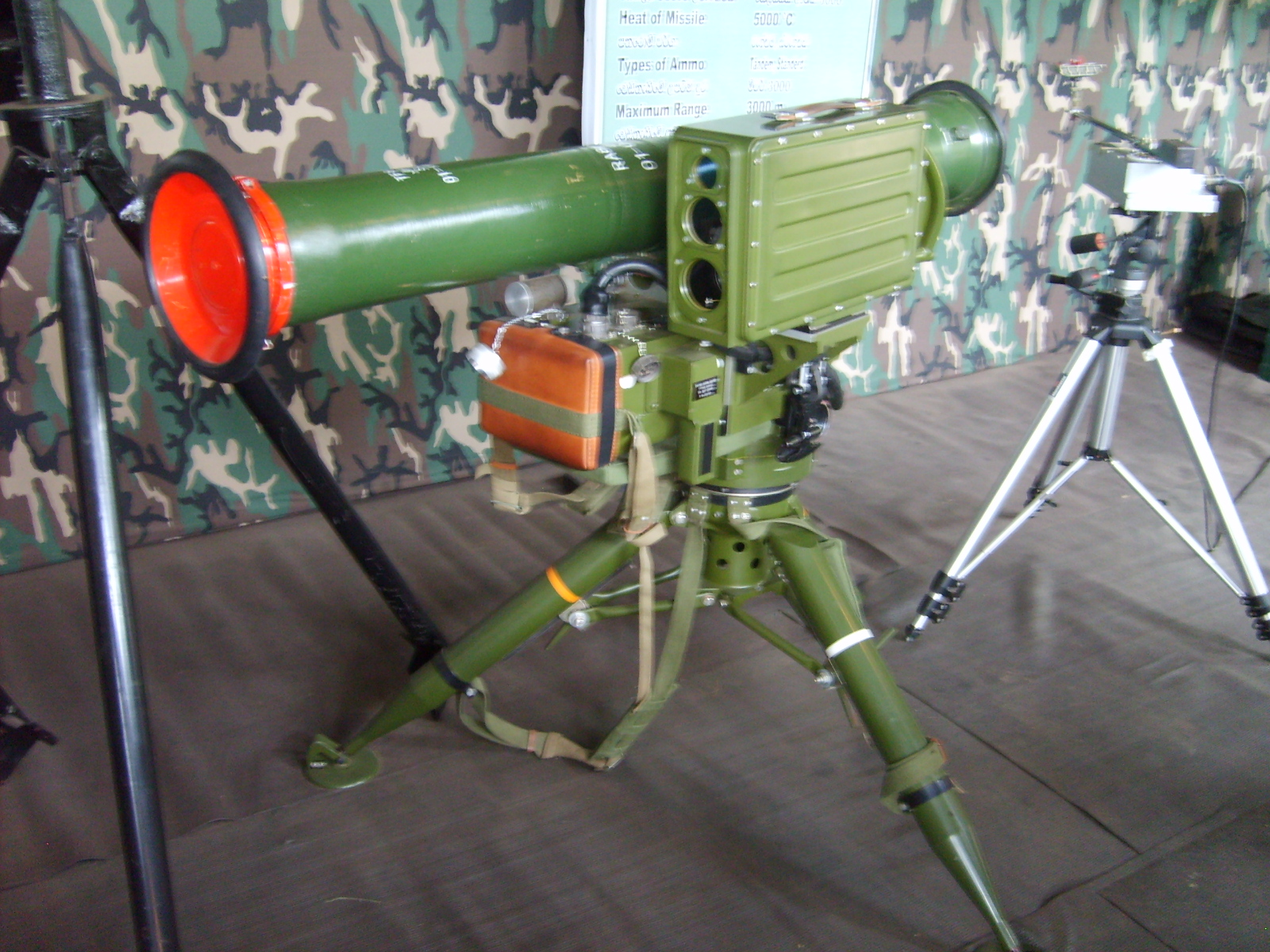
ПТРК HJ-8
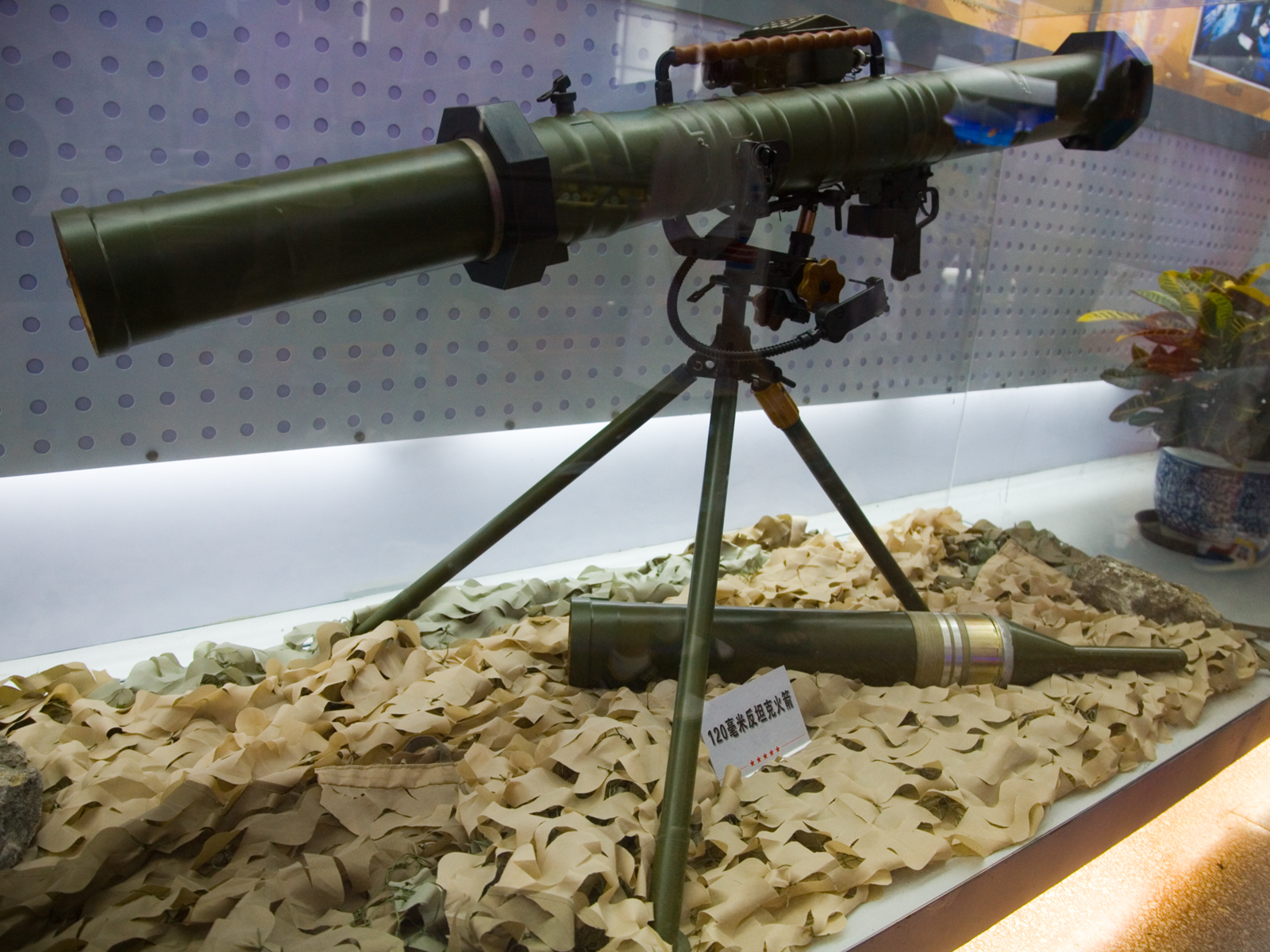
ПТРК PF-98
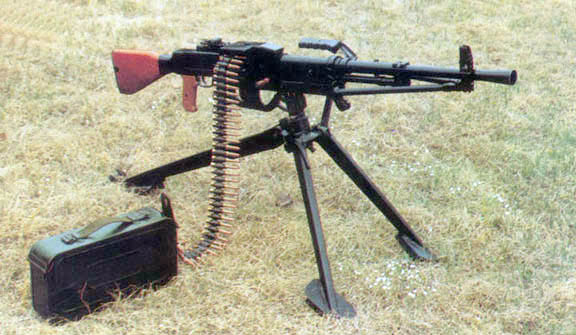
Пулемёт Т-67
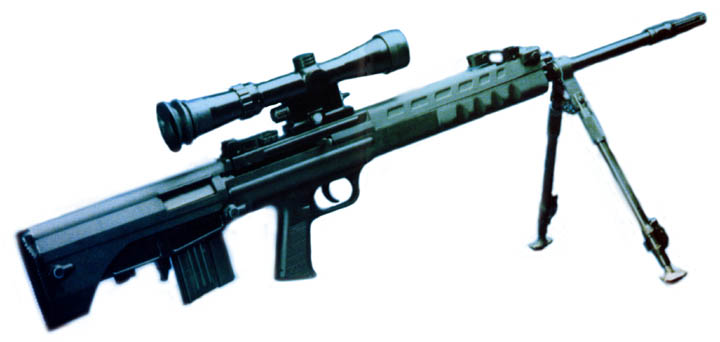
Снайперская винтовка QBU-88

### Научно-исследовательские учреждения
- Научно-исследовательская академия вооружений Китая
- Институт планирования и исследований Norinco[78]
- Институт испытаний и измерений Norinco
- Институт развития талантов Norinco[79]
- Институт навигационно-измерительных технологий Norinco
- Юго-Западный институт технической физики
- Ключевая государственная лаборатория взрывов

### Международные проекты
- Zhenua Petroleum Holding (добыча нефти и газа в Казахстане, Пакистане, ОАЭ, Ираке и Египте)[80].
- Norinco Mining (добыча золота в Судане, меди и кобальта в ДРК, платины и палладия в Зимбабве)[81].
- Norinco International (железнодорожные и энергетические строительные проекты в Лаосе, Вьетнаме, Пакистане, Иране, Турции, Хорватии, Эфиопии, Джибути; поставки взрывчатки и проведение взрывных работ по всему миру)[82][83][84][85].
- Автосборочные линии Beiben Trucks Group в Эфиопии и Анголе.

## Международные отношения

### С властями США
Поставки широкой номенклатуры вооружений и военной техники Norinco в Соединённые Штаты были запрещены при администрации Клинтона в 1993 году. Основным мотивом запрета стала «возможная продажа оружия криминальным элементам внутри страны». Запрет, однако, не распространялся на спортивное оружие, патроны и амуницию. В 1994 году некоторые сотрудники компании попали под расследование ФБР и были арестованы из-за незаконного импорта огнестрельного оружия в США. 
В мае 2003 года администрация Буша ввела санкции против Norinco за поставку ракетных технологий Ирану. В 2014 году США осуждали Norinco за поставки автоматов и боеприпасов в Южный Судан. В ноябре 2020 года администрация Трампа запретила американским компаниям и гражданам владеть акциями компаний, имеющих связи с НОАК, в том числе и акциями структур, входящих в Norinco Group.

### С властями Пакистана
В апреле 2011 года Norinco объявила о получении заказа на «мегапроект» — развитие системы общественного транспорта в штате Пенджаб. Хотя сделка критиковалась в некоторых СМИ, проект был реализован при финансировании Эксимбанка Китая.

### С властями Шри-Ланки
Сотрудничество началось в ноябре 1993 года, после договоренностей между министерствами обороны КНР и Шри-Ланки (китайскую сторону представляла корпорация Norinco). В 1995 году срок соглашения истёк, новые договоренности появились лишь в 1998 году. В этот период было подписано новое соглашение на 9,5 млн. долларов. Оно включало поставки оборудования и вооружений для сухопутных сил, ВМФ, ВВС и полиции. В 2004 году компания безвозмездно поставила оборудование для пострадавших от землетрясения и цунами жителей Шри-Ланки.

### Другие страны и регионы
Корпорация активно работает на рынках Африки (переговоры велись с правительствами ЦАР, Гвинеи, Эфиопии), Центральной и Южной Америки (Боливия), Ближнего Востока (Кувейт).